# Astronomía

Imagen de los Pilares de la Creación tomada por el telescopio espacial James Webb en un rango de longitudes de onda próximo al infrarrojo.

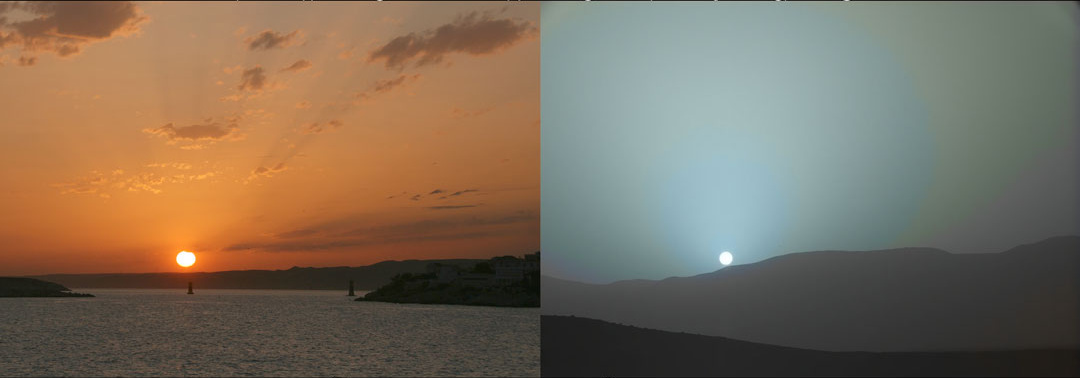
Comparación entre un atardecer en la Tierra en Marsella, Francia y un atardecer en Marte capturado por el Mars rover de la misión Curiosity en el cráter de Gale.

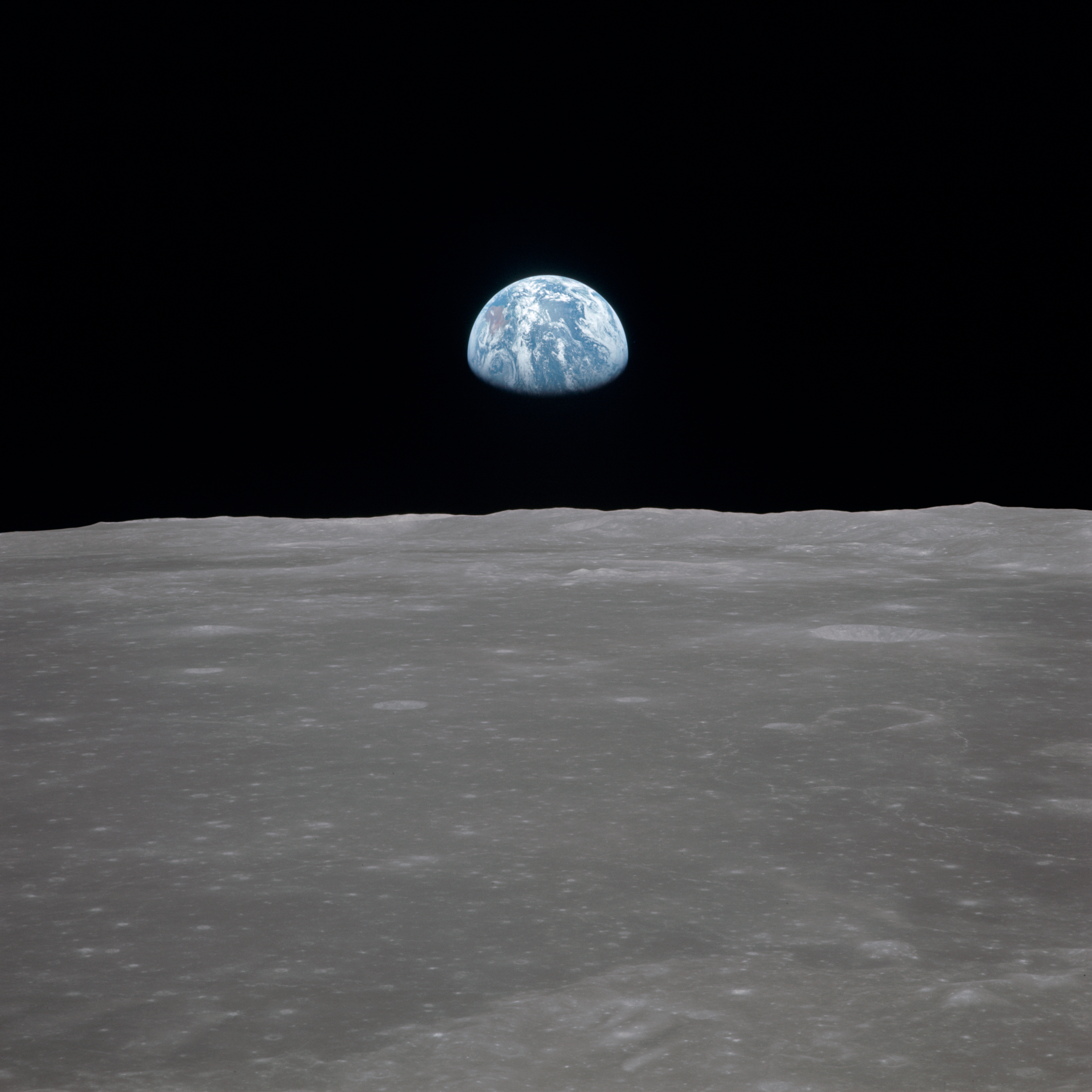
Amanecer de la tierra desde la luna.

La astronomía (del griego άστρον [ástron] 'estrella' y νομία [nomía] 'normas', 'leyes de las estrellas') es la ciencia natural que estudia los cuerpos celestes del universo, incluidos las estrellas, los planetas, sus satélites naturales, los asteroides, cometas y meteoroides, la materia interestelar, las nebulosas, la materia oscura, las galaxias y demás; por lo que también estudia los fenómenos astronómicos ligados a ellos, como las supernovas, los cuásares, los púlsares, la radiación cósmica de fondo, los agujeros negros, entre otros, así como las leyes naturales que las rigen. La astronomía, asimismo, abarca el estudio del origen,  desarrollo y destino final del universo en su conjunto mediante la cosmología, y se relaciona con la física a través de la astrofísica, la química con la astroquímica y la biología con la astrobiología.
Su registro y la investigación de su origen viene a partir de la información que llega de ellos a través de la radiación electromagnética o de cualquier otro medio. La mayoría de la información usada por los astrónomos es recogida por la detección remota, aunque se ha conseguido reproducir, en algunos casos, en laboratorios, la ejecución de fenómenos celestes, como, por ejemplo, la química molecular del medio interestelar. Es una de las pocas ciencias en las que los aficionados aún pueden desempeñar un papel activo, especialmente sobre el descubrimiento y seguimiento de fenómenos como curvas de luz de estrellas variables, descubrimiento de asteroides y cometas, etc.
La astronomía ha estado ligada al ser humano desde la antigüedad y todas las civilizaciones han tenido contacto con esta ciencia. Personajes como Aristóteles, Tales de Mileto, Anaxágoras, Aristarco de Samos, Hiparco de Nicea, Claudio Ptolomeo, Hipatia de Alejandría, Nicolás Copérnico, Tycho Brahe, Johannes Kepler, Galileo Galilei, Christiaan Huygens o Edmund Halley han sido algunos de sus cultivadores. La metodología científica de este campo empezó a desarrollarse a mediados del siglo XVII. Un factor clave fue la introducción del telescopio por Galileo Galilei, que permitió examinar el cielo de la noche más detalladamente. El tratamiento matemático de la Astronomía comenzó con el desarrollo de la mecánica celeste y con las leyes de gravitación por Isaac Newton, aunque ya había sido puesto en marcha por el trabajo anterior de astrónomos como Johannes Kepler. Hacia el siglo XIX, la astronomía se había desarrollado como una ciencia formal, con la introducción de instrumentos tales como el espectroscopio y la fotografía, que permitieron la continua mejora de telescopios y la creación de observatorios profesionales.

## Etimología
La palabra astronomía proviene del latín astrŏnŏmīa ([as.tro̞n.o̞mˈia]) y esta del griego ἀστρονομία (astronomia; [as.tron.omˈia]). Está compuesta por las palabras άστρον (astron; [ˈas.tron]) 'estrellas', que a su vez viene de ἀστῆρ (aster; [asˈtɛːɾ]) 'estrella', 'constelación', y νόμος (nomos; [ˈno.mos]), 'norma', 'orden'.
El lexema ἀστῆρ (aster; [ˈasˈtɛːɾ]) está vinculado con las raíces protoindoeuropeas *ster~/*~stel (sust.) 'estrella' presente en la palabra castiza «estrella» que llega desde la latina «stella». También puede vérsele en: astrología, asteroide, asterisco, y muchas otras.
El lexema ~νομία (nomia; [noˈmiaː] 'regulación', 'legislación'; viene de νέμω (nemo; [ˈne.mɔː]) 'contar', 'asignar', 'tomar', 'distribuir', 'repartir según las normas' y está vinculado a la raíz indoeuropea *nem~ 'contar', 'asignar', 'tomar', distribuir'; más el lexema ~ία (ia; [ˈi.a]) 'acción', 'cualidad'. Puede vérsela en: dasonomía, macrotaxonomía, tafonomía y taxonomía.
Etimológicamente hablando la astronomía es la ciencia que trata de la magnitud, medida y movimiento de los cuerpos celestes.

## Historia
La historia de la astronomía es el relato de las observaciones, descubrimientos y conocimientos adquiridos a lo largo de la historia en materia astronómica.
La astronomía surge desde que la humanidad dejó de ser nómada y se empezó a convertir en sedentaria; Después de formar civilizaciones o comunidades empezó su interés por los astros. Desde tiempos inmemorables se ha visto interesado en los mismos. Estos han enseñado ciclos constantes e inmutabilidad durante el corto periodo de la vida del ser humano, lo que fue una herramienta útil para determinar los periodos de abundancia para la caza y la recolección o de aquellos como el invierno en que se requería de una preparación para sobrevivir a los cambios climáticos adversos. La práctica de estas observaciones es tan cierta y universal que se han encontrado a lo largo y ancho del planeta en todas aquellas partes en donde han habitado los seres humanos. Se deduce entonces que la astronomía es probablemente uno de los oficios más antiguos, manifestándose en todas las culturas humanas.
En casi todas las religiones antiguas existía una cosmogonía que intentaba explicar el origen del universo, ligando este a elementos mitológicos. La historia de la astronomía es tan antigua como la historia del ser humano. Antiguamente se ocupaba, únicamente, de la observación y predicciones de los movimientos de los objetos visibles a simple vista, quedando separada durante mucho tiempo de la Física.
Parece ser que las pirámides de Egipto fueron construidas sobre patrones astronómicos muy precisos.
En 1999 se descubrió en Sajonia-Anhalt (Alemania) el famoso disco celeste de Nebra (del 1600 a. C.), que es la representación más antigua conocida de la bóveda celeste. Quizá fueron los astrónomos chinos quienes dividieron, por primera vez, el cielo en constelaciones.
Los antiguos griegos hicieron importantes contribuciones a la astronomía, entre ellas, la definición de magnitud.
En Europa, las doce constelaciones que marcan el movimiento anual del Sol fueron denominadas constelaciones zodiacales.
La astronomía precolombina (posterior al siglo XII) poseía calendarios muy exactos.
La inmutabilidad del cielo está alterada por cambios reales que el hombre en sus observaciones y conocimiento primitivo no podía explicar, y de allí nació la idea de que en el firmamento habitaban poderosos seres que influían en los destinos de las comunidades y que poseían comportamientos humanos, y que por tanto requerían de adoración para recibir sus favores o al menos evitar o mitigar sus castigos. Este componente religioso estuvo estrechamente relacionado al estudio de los astros durante siglos, hasta que los avances científicos y tecnológicos fueron aclarando muchos de los fenómenos que en un principio no eran comprendidos. Esta separación no ocurrió pacíficamente y muchos de los antiguos astrónomos fueron perseguidos y juzgados al proponer una nueva organización del universo. Actualmente estos factores religiosos sobreviven en la vida moderna como supersticiones.
A pesar de la creencia común, los griegos sabían de la esfericidad de la Tierra. No pasó desapercibido para ellos el hecho de que la sombra de la Tierra proyectada en la Luna era redonda, ni que no se ven las mismas constelaciones en el norte del mar Mediterráneo que en el sur. En el modelo aristotélico lo celestial pertenecía a la perfección («cuerpos celestes perfectamente esféricos moviéndose en órbitas circulares perfectas») mientras que lo terrestre era imperfecto; estos dos reinos se consideraban como opuestos. Aristóteles defendía la teoría geocéntrica para desarrollar sus postulados. Fue probablemente Eratóstenes quien diseñara la esfera armilar, que es un astrolabio, para mostrar el movimiento aparente de las estrellas alrededor de la tierra.
La astronomía observacional estuvo casi totalmente estancada en Europa durante la Edad Media, a excepción de algunas aportaciones como la de Alfonso X el Sabio con sus tablas alfonsíes, o los tratados de Alcabitius, pero floreció en el mundo con el Imperio persa y la cultura árabe. Al final del siglo X, un gran observatorio fue construido cerca de Teherán (Irán), por el astrónomo persa Al-Khujandi, quien observó una serie de pasos meridianos del Sol, lo que le permitió calcular la oblicuidad de la eclíptica. También en Persia, Omar Khayyam elaboró una reforma al calendario que lo hacía más preciso que el calendario juliano, acercándose al calendario gregoriano. A finales del siglo IX, el astrónomo persa Al-Farghani escribió ampliamente acerca del movimiento de los cuerpos celestes. Su trabajo fue traducido al latín en el siglo XII. Abraham Zacuto fue el responsable en el siglo XV de adaptar las teorías astronómicas conocidas hasta el momento para aplicarlas a la navegación de la marina portuguesa. Esta aplicación permitió a Portugal ser la puntera en el mundo de los descubrimientos de nuevas tierras fuera de Europa.

### Revolución científica

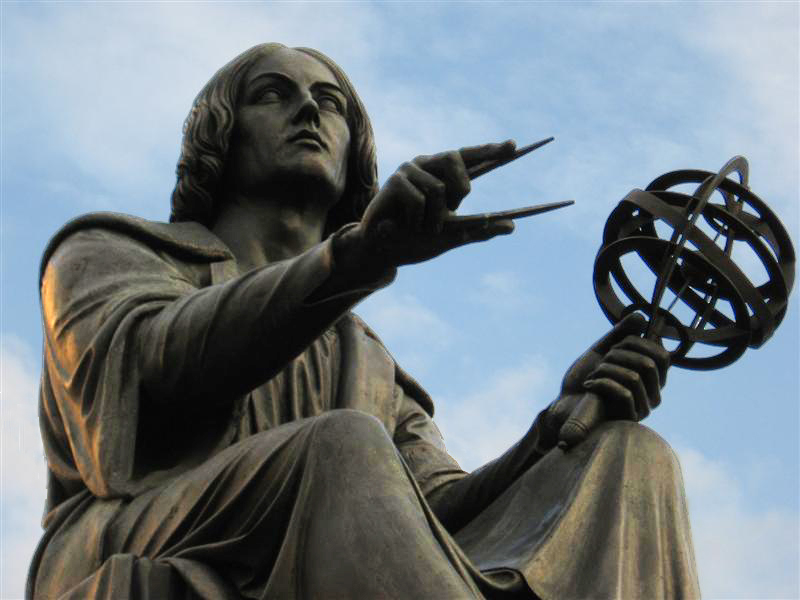
Detalle de un monumento dedicado a Copérnico en Varsovia.

Durante siglos, la visión geocéntrica que consistía en que el Sol y otros planetas giraban alrededor de la Tierra no se cuestionó. Esta visión era lo que para nuestros sentidos se observaba. En el Renacimiento, Nicolás Copérnico propuso el modelo heliocéntrico del sistema solar. Su trabajo De Revolutionibus Orbium Coelestium fue defendido, divulgado y corregido por Galileo Galilei y Johannes Kepler, autor de Harmonices Mundi, en el cual se desarrolla por primera vez la tercera ley del movimiento planetario.
Galileo añadió la novedad del uso del telescopio para mejorar sus observaciones. La disponibilidad de datos observacionales precisos llevó a indagar en teorías que explicasen el comportamiento observado (véase su obra Sidereus Nuncius). Al principio solo se obtuvieron reglas Ad hoc, como las leyes del movimiento planetario de Kepler, descubiertas a principios del siglo XVII. Fue Isaac Newton quien extendió hacia los cuerpos celestes las teorías de la gravedad terrestre y conformando la ley de gravitación universal, inventando así la mecánica celeste, con lo que explicó el movimiento de los planetas y consiguiendo unir el vacío entre las leyes de Kepler y la dinámica de Galileo. Esto también supuso la primera unificación de la astronomía y la física (véase Astrofísica).
Tras la publicación de los Principios Matemáticos de Isaac Newton (que también desarrolló el telescopio reflector), se transformó la navegación marítima. A partir de 1670 aproximadamente, utilizando instrumentos modernos para medir la latitud y la longitud geográficas y los mejores relojes disponibles, se ubicó cada lugar de la Tierra en un planisferio o mapa, calculando para ello su latitud y su longitud. La determinación de la latitud fue fácil, pero la determinación de la longitud fue mucho más delicada, por su acoplamiento con la hora local. Los requerimientos de la navegación supusieron un empuje para el desarrollo progresivo de observaciones astronómicas e instrumentos más precisos, constituyendo una base de datos creciente para los científicos.

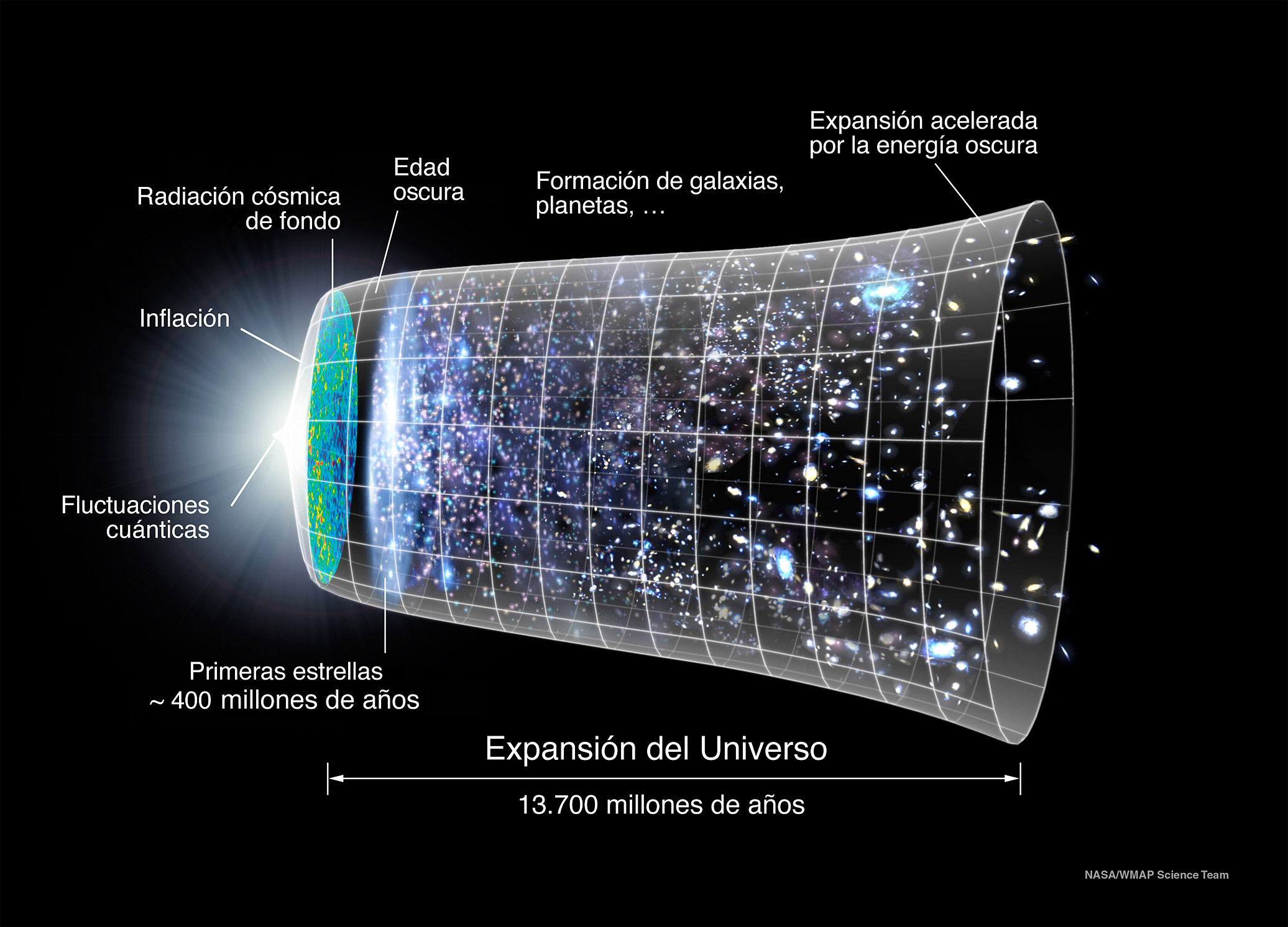
Ilustración de la teoría del "Big Bang" o primera gran explosión y de la evolución esquemática del universo desde entonces.

Durante los siglos XVIII al XIX, se presenta el problema de los tres cuerpos, donde Euler, Clairaut y D'Alembert llevan predicciones más precisas sobre los movimientos de la luna y los planetas. Este trabajo es perfeccionado por Lagrange y Laplace, permitiendo estimar las masas de los planetas y lunas a partir de sus perturbaciones.

### Nueva astronomía
A finales del siglo XIX se descubrió que, al descomponer la luz del Sol, se podían observar multitud de líneas de espectro (regiones en las que había poca o ninguna luz). Experimentos con gases calientes mostraron que las mismas líneas podían ser observadas en el espectro de los gases, líneas específicas correspondientes a diferentes elementos químicos. De esta manera se demostró que los elementos químicos en el Sol (mayoritariamente hidrógeno) podían encontrarse igualmente en la Tierra. De hecho, el helio fue descubierto primero en el espectro del Sol y solo más tarde se encontró en la Tierra, de ahí su nombre.
Se descubrió que las estrellas eran objetos muy lejanos y con el espectroscopio se demostró que eran similares al Sol, pero con una amplia gama de temperaturas, masas y tamaños. La existencia de la Vía Láctea como un grupo separado de estrellas no se demostró sino hasta el siglo XX, junto con la existencia de galaxias externas y, poco después, la expansión del universo, observada en el efecto del corrimiento al rojo. La astronomía moderna también ha descubierto una variedad de objetos exóticos como los cuásares, púlsares, radiogalaxias, agujeros negros, estrellas de neutrones, y ha utilizado estas observaciones para desarrollar teorías físicas que describen estos objetos. La cosmología hizo grandes avances durante el siglo XX, con el modelo del Big Bang fuertemente apoyado por la evidencia proporcionada por la astronomía y la física, como la radiación de fondo de microondas, la ley de Hubble y la abundancia cosmológica de los elementos químicos.
Durante el siglo XX, la espectrometría avanzó, en particular como resultado del nacimiento de la física cuántica, necesaria para comprender las observaciones astronómicas y experimentales.

## Astronomía observacional

### Estudio de la orientación por las estrellas

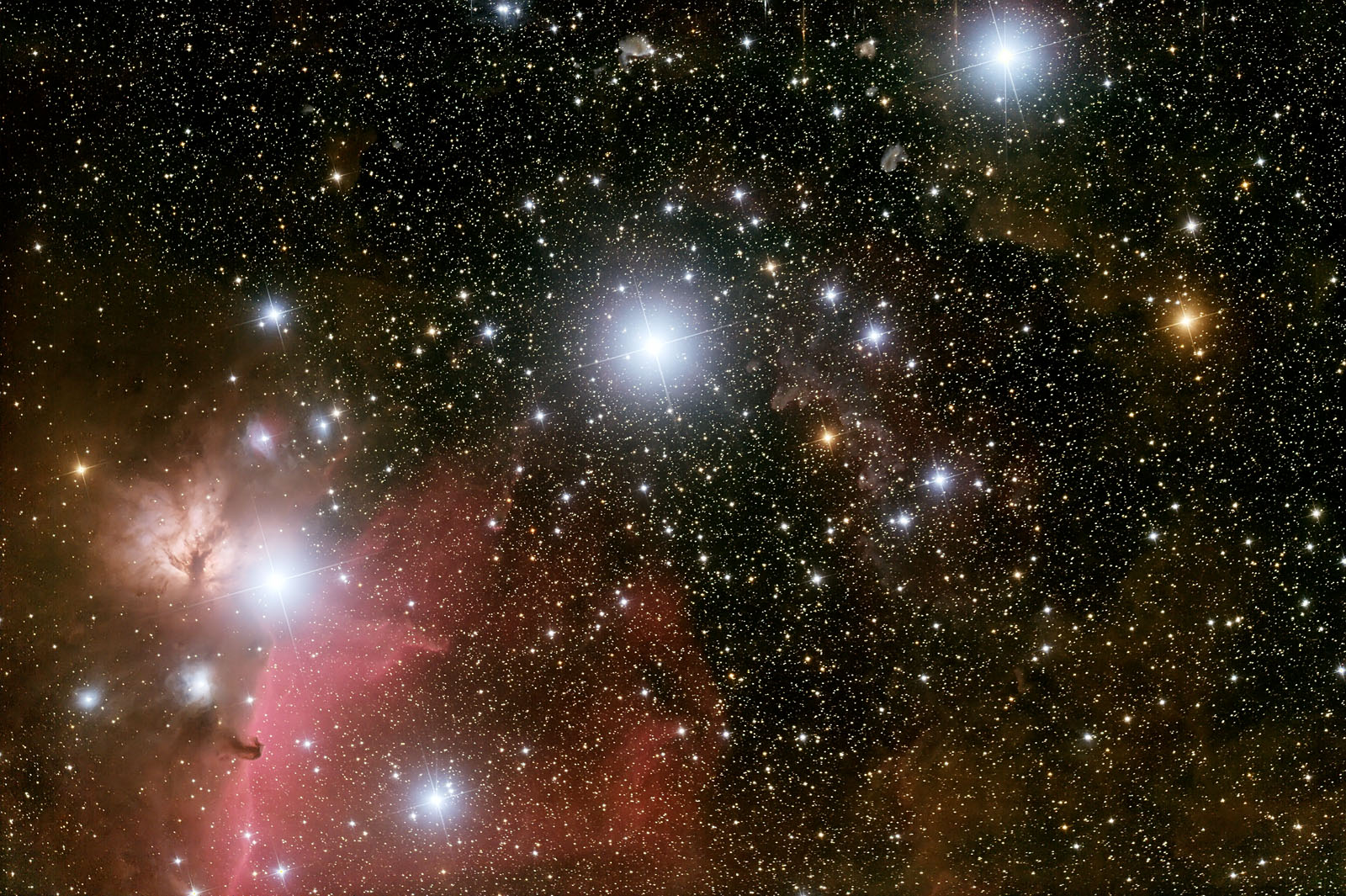
El Cinturón de Orión a 1,500 años luz constituido de izquierda a derecha por las estrellas Alnitak, Alnilam y Mintaka en la Constelación de Orión es la más reconocible del cielo nocturno en todo el mundo, por lo que también ha sido usada para la orientación. En la esquina inferior izquierda se puede apreciar la Nebulosa de la Flama y la Nebulosa Cabeza de Caballo entre algunas otras.

Para ubicarse en el cielo, se agruparon las estrellas que se ven desde la Tierra en constelaciones. Así, continuamente se desarrollan mapas (cilíndricos o cenitales) con su propia nomenclatura astronómica para localizar las estrellas conocidas y agregar los últimos descubrimientos.
Aparte de orientarse en la Tierra a través de las estrellas, la astronomía estudia el movimiento de los objetos en la esfera celeste, para ello se utilizan diversos sistemas de coordenadas astronómicas. Estos toman como referencia parejas de círculos máximos distintos midiendo así determinados ángulos respecto a estos planos fundamentales. Estos sistemas son principalmente:
- Sistema altacimutal[10] u horizontal que toma como referencias el horizonte celeste y el meridiano del lugar.
- Sistemas horario y ecuatorial, que tienen de referencia el ecuador celeste, pero el primer sistema adopta como segundo círculo de referencia el meridiano del lugar mientras que el segundo se refiere al círculo horario (círculo que pasa por los polos celestes).
- Sistema eclíptico, que se utiliza normalmente para describir el movimiento de los planetas y calcular los eclipses; los círculos de referencia son la eclíptica y el círculo de longitud que pasa por los polos de la eclíptica y el punto γ.
- Sistema galáctico, se utiliza en estadística estelar para describir movimientos y posiciones de cuerpos galácticos. Los círculos principales son la intersección del plano ecuatorial galáctico con la esfera celeste y el círculo máximo que pasa por los polos de la Vía Láctea y el ápice del Sol (punto de la esfera celeste donde se dirige el movimiento solar).

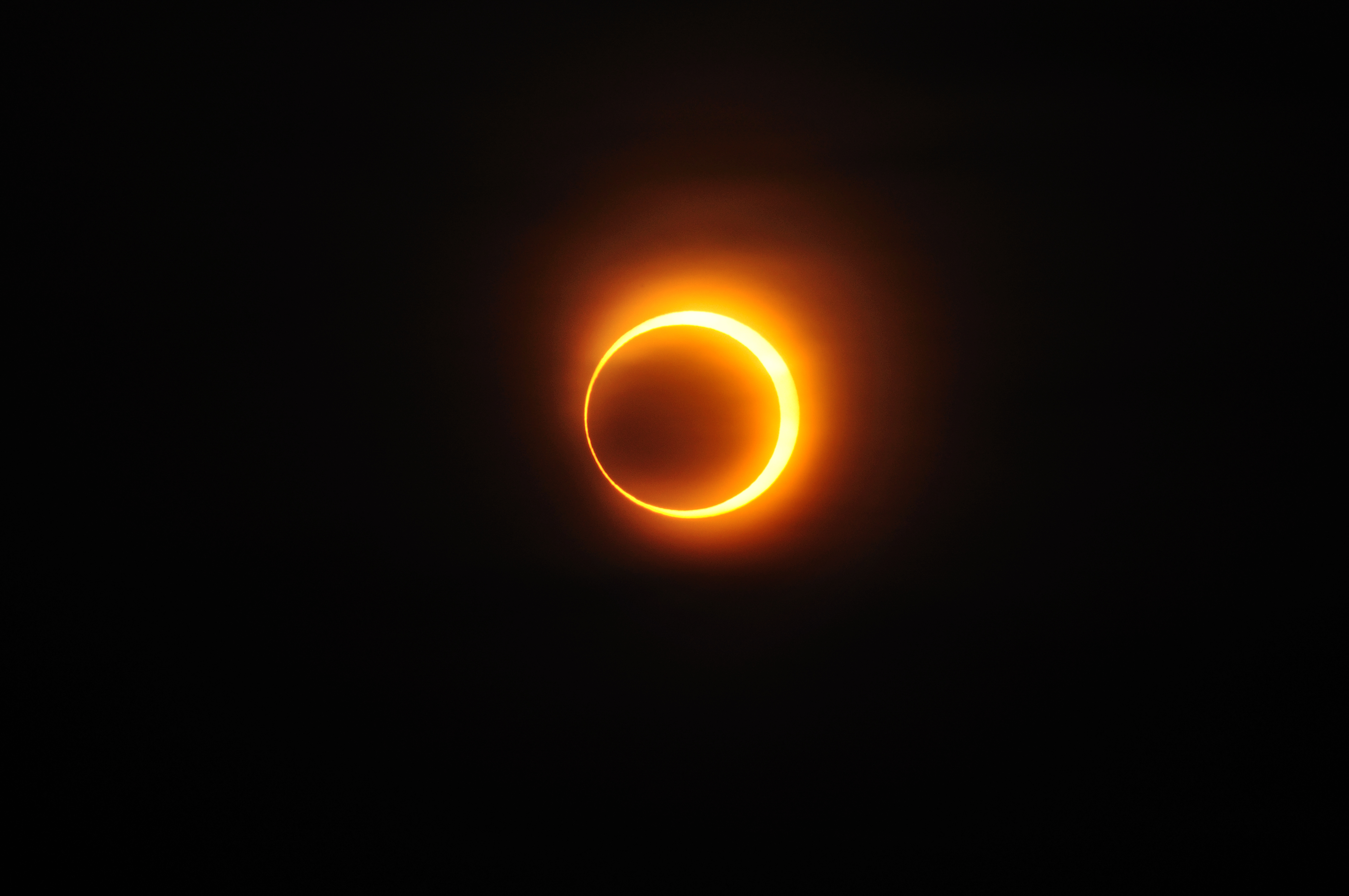
Eclipse anular del Sol

La astronomía de posición es la rama más antigua de esta ciencia. Describe el movimiento de los astros, planetas, satélites y fenómenos como los eclipses y tránsitos de los planetas por el disco del Sol. Para estudiar el movimiento de los planetas se introduce el movimiento medio diario que es lo que avanzaría en la órbita cada día suponiendo movimiento uniforme. La astronomía de posición también estudia el movimiento diurno y el movimiento anual del Sol. Son tareas fundamentales de la misma la determinación de la hora y para la navegación el cálculo de las coordenadas geográficas. Para la determinación del tiempo se usa el tiempo de efemérides o también el tiempo solar medio que está relacionado con el tiempo local. El tiempo local en Greenwich se conoce como Tiempo Universal.
La distancia a la que están los astros de la Tierra en el de universo se mide en unidades astronómicas, años luz o pársecs. Conociendo el movimiento propio de las estrellas, es decir lo que se mueve cada siglo sobre la bóveda celeste se puede predecir la situación aproximada de las estrellas en el futuro y calcular su ubicación en el pasado viendo como evolucionan con el tiempo la forma de las constelaciones.

### Instrumentos de observación

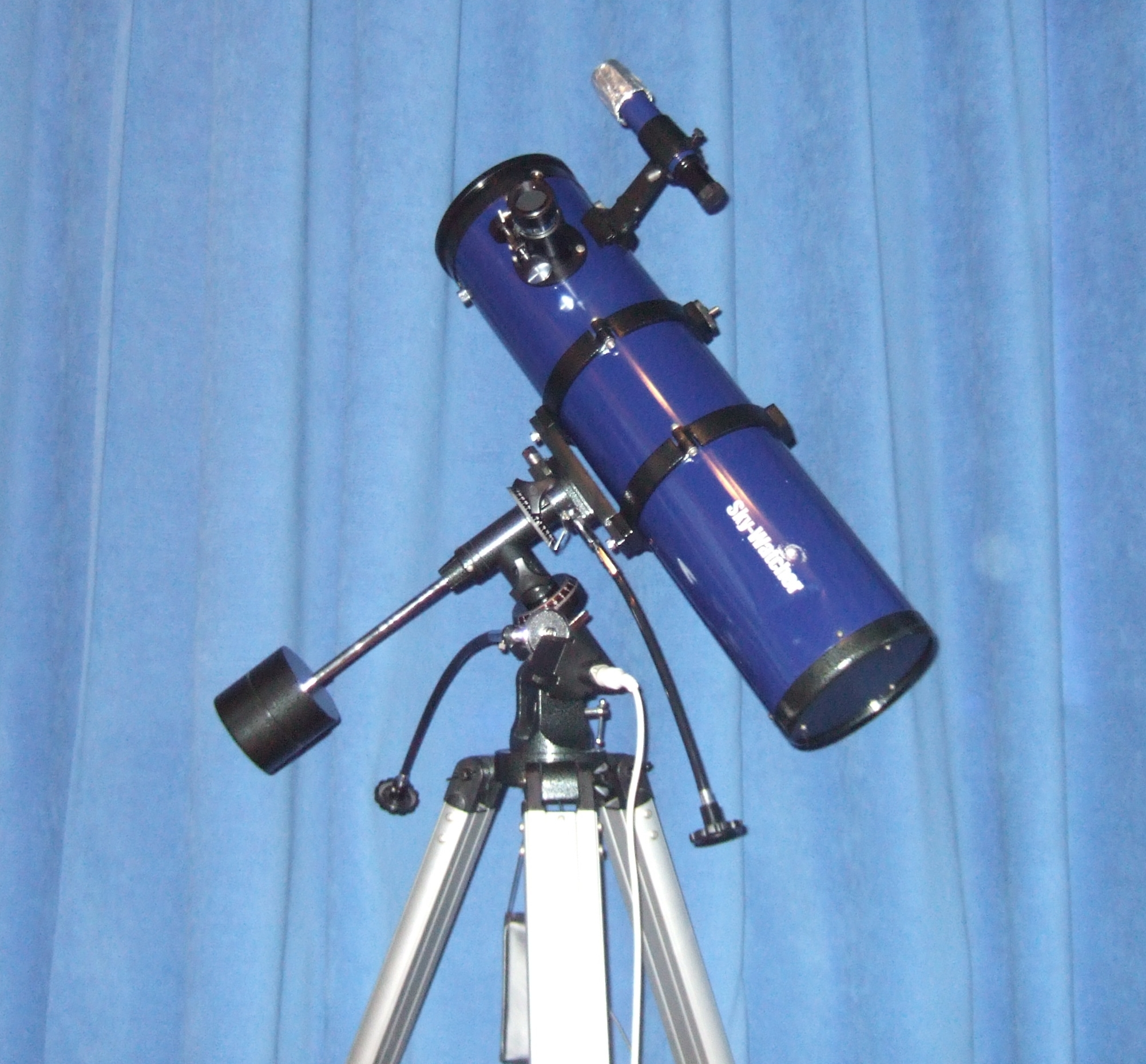
Con un pequeño telescopio pueden realizarse grandes observaciones. El campo amateur es amplio y cuenta con muchos seguidores.

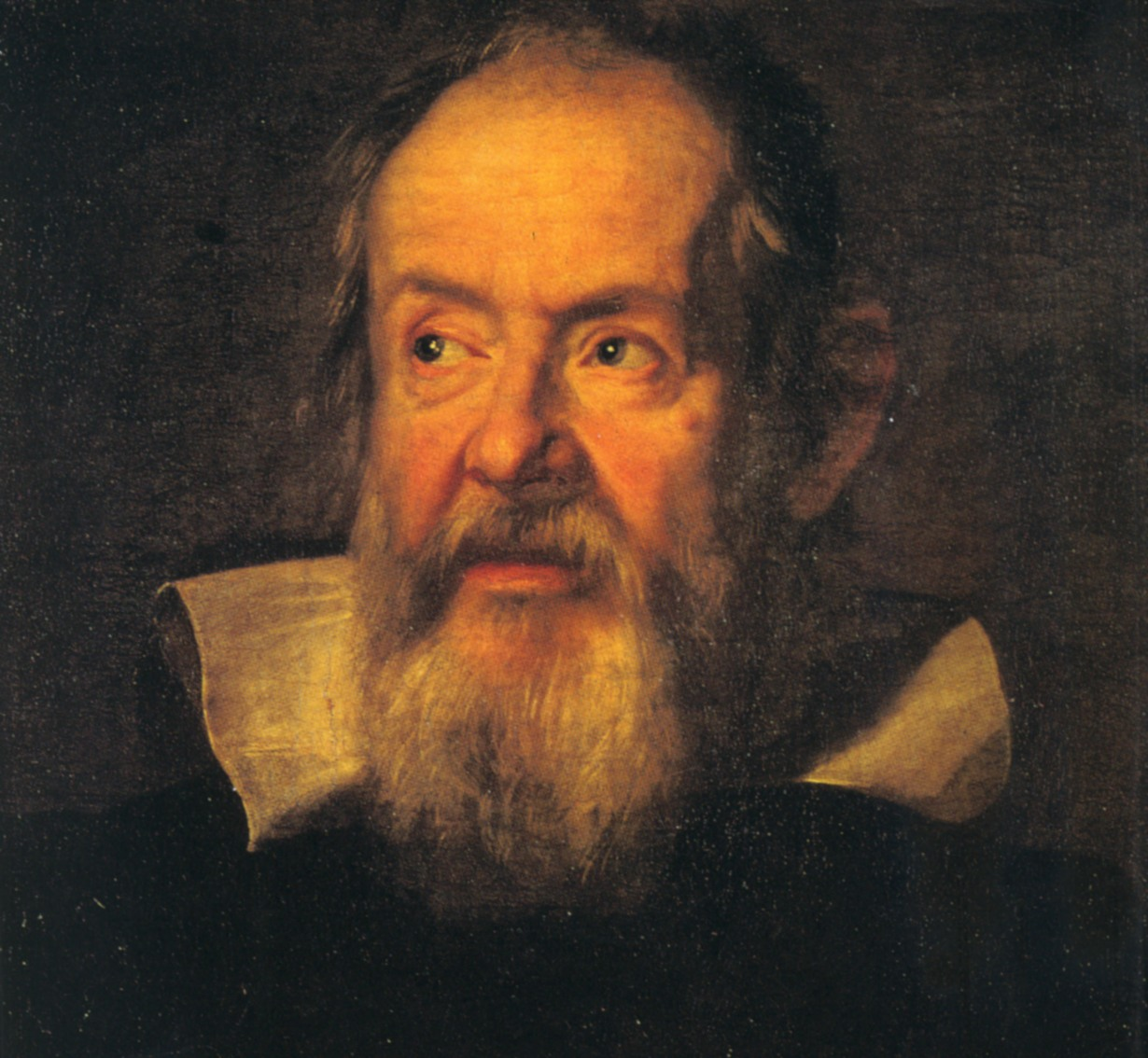
Galileo Galilei observó gracias a su telescopio cuatro lunas del planeta Júpiter, un gran descubrimiento que chocaba diametralmente con los postulados tradicionalistas de la iglesia católica de la época.

Para observar la bóveda celeste y las constelaciones más conocidas no hará falta ningún instrumento, para observar cometas o algunas nebulosas solo serán necesarios unos prismáticos, los grandes planetas se ven a simple vista; pero para observar detalles de los discos de los planetas del sistema solar o sus satélites mayores bastará con un telescopio simple. Si se quiere observar con profundidad y exactitud determinadas características de los astros, se requieren instrumentos que necesitan de la precisión y tecnología de los últimos avances científicos.

#### Astronomía visible
El telescopio fue el primer instrumento de observación del cielo. Aunque su invención se le atribuye a Hans Lippershey, el primero en utilizar este invento para la astronomía fue Galileo Galilei quien decidió construirse él mismo uno. Desde aquel momento, los avances en este instrumento han sido muy grandes como mejores lentes y sistemas avanzados de posicionamiento.
Actualmente, el telescopio más grande del mundo se llama Very Large Telescope y se encuentra en el observatorio Paranal, al norte de Chile. Consiste en cuatro telescopios ópticos reflectores que se conjugan para realizar observaciones de gran resolución.

#### Astronomía del espectro electromagnético o radioastronomía

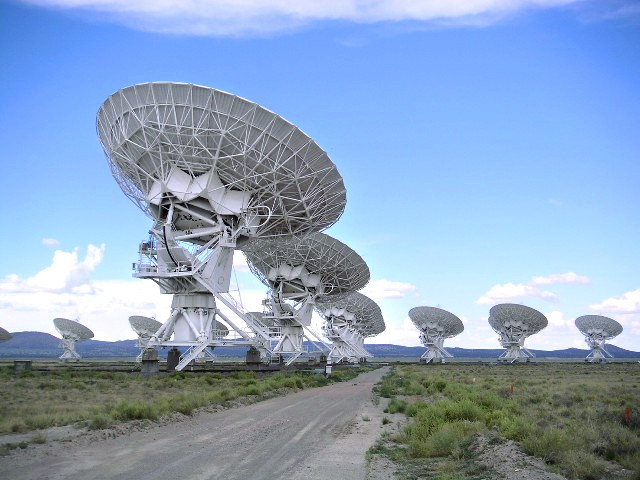
El Very Large Array. Como muchos otros telescopios, este es un array interferométrico formado por muchos radiotelescopios más pequeños.

Se han aplicado diversos conocimientos de la física, las matemáticas y de la química a la astronomía. Estos avances han permitido observar las estrellas con muy diversos métodos. La información es recibida principalmente de la detección y el análisis de la radiación electromagnética (luz, infrarrojos, ondas de radio), pero también se puede obtener información de los rayos cósmicos, neutrinos y meteoros.
Estos datos ofrecen información muy importante sobre los astros, su composición química, temperatura, velocidad en el espacio, movimiento propio, distancia desde la Tierra y pueden plantear hipótesis sobre su formación, desarrollo estelar y fin.
El análisis desde la Tierra de las radiaciones (infrarrojos, rayos X, rayos gamma, etc.) no solo resulta obstaculizado por la absorción atmosférica, sino que el problema principal, vigente también en el vacío, consiste en distinguir la señal recogida del «ruido de fondo», es decir, de la enorme emisión infrarroja producida por la Tierra o por los propios instrumentos. Cualquier objeto que no se halle a 0 K (-273,15 °C) emite señales electromagnéticas y, por ello, todo lo que rodea a los instrumentos produce radiaciones de «fondo». Hasta los propios telescopios irradian señales. Realizar una termografía de un cuerpo celeste sin medir el calor al que se halla sometido el instrumento resulta muy difícil: además de utilizar película fotográfica especial, los instrumentos son sometidos a una refrigeración continua con helio o hidrógeno líquido.
La radioastronomía se basa en la observación por medio de los radiotelescopios, unos instrumentos con forma de antena que recogen y registran las ondas de radio o radiación electromagnética emitidas por los distintos objetos celestes.
Estas ondas de radio, al ser procesadas ofrecen un espectro analizable del objeto que las emite. La radioastronomía ha permitido un importante incremento del conocimiento astronómico, particularmente con el descubrimiento de muchas clases de nuevos objetos, incluyendo los púlsares (o magnétares), cuásares, las denominadas galaxias activas, radiogalaxias y blázares. Esto se debe a que la radiación electromagnética permite «ver» cosas que no son posibles de detectar en la astronomía óptica. Tales objetos representan algunos de los procesos físicos más extremos y energéticos en el universo.
Este método de observación está en constante desarrollo, ya que queda mucho por avanzar en esta tecnología.

##### Astronomía infrarroja
La astronomía infrarroja es el estudio de las fuentes astronómicas a partir de la radiación infrarroja que emiten. Para ello se utiliza la espectroscopía infrarroja.
Aunque en general se denomina infrarroja a la radiación electromagnética de longitud de onda más larga que la de la luz visible (400-700 nm) y más corta que la de la radiación de terahertzios (100-1000 μm) o las microondas (1-1000 mm), en astronomía suele considerarse como infrarrojo el rango entre 1 y 1000 micrómetros. Este rango se subdivide a su vez en 3 o 4 intervalos:
- Infrarrojo cercano de 1 a 5 μm aproximadamente
- Infrarrojo medio de 5 a 25-40 μm
- Infrarrojo lejano de 25-40 a 200-350 μm
- Submilimétrico de 200-350 μm a 1 mm (que algunos incluyen en el rango de las radioondas)

Esta subdivisión tiene su razón de ser en los diferentes fenómenos físicos que son observables en cada uno de estos rangos, así como en las distintas técnicas de observación y tecnología de detectores empleados en cada uno de ellos.
La atmósfera terrestre absorbe la radiación procedente de fuentes astronómicas en casi todo el espectro infrarrojo (de 1 a 1000 μm), exceptuando unas cuantas ventanas de transmisión atmosférica en las que transmite parcialmente, y además emite intensamente en el infrarrojo, por lo que la observación en el infrarrojo desde tierra requiere de técnicas que permitan eliminar la contribución de la atmósfera. Por esta razón, los mayores telescopios de radiación infrarroja se construyen en la cima de montañas muy elevadas, se instalan en aeroplanos especiales de cota elevada, en globos, o mejor aún, en satélites de la órbita terrestre.

##### Astronomía ultravioleta

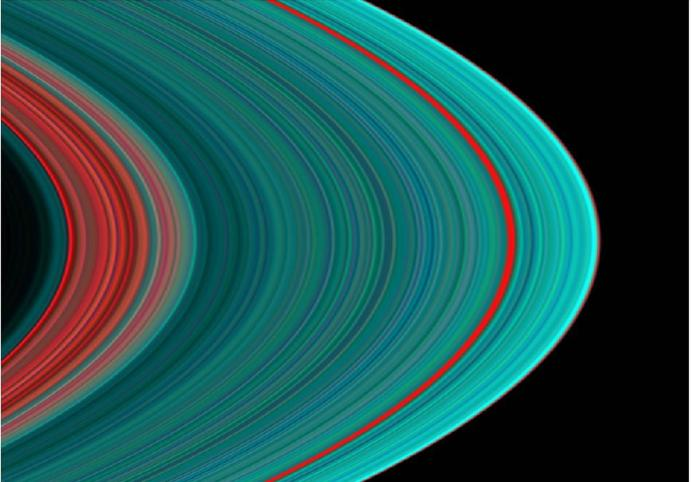
Imagen que ofrece una observación ultravioleta de los anillos de Saturno. Esta reveladora imagen fue obtenida por la sonda Cassini-Huygens.

La astronomía ultravioleta basa su actividad en la detección y estudio de la radiación ultravioleta que emiten los cuerpos celestes. Este campo de estudio cubre todos los campos de la astronomía. Las observaciones realizadas mediante este método son muy precisas y han realizado avances significativos en cuanto al descubrimiento de la composición de la materia interestelar e intergaláctica, el de la periferia de las estrellas, la evolución en las interacciones de los sistemas de estrellas dobles y las propiedades físicas de los cuásares y de otros sistemas estelares activos. En las observaciones realizadas con el satélite artificial Explorador Internacional Ultravioleta, los estudiosos descubrieron que la Vía Láctea está envuelta por un aura de gas con elevada temperatura. Este aparato midió asimismo el espectro ultravioleta de una supernova que nació en la Gran Nube de Magallanes en 1987. Este espectro fue usado por primera vez para observar a la estrella precursora de una supernova.

##### Astronomía de rayos X

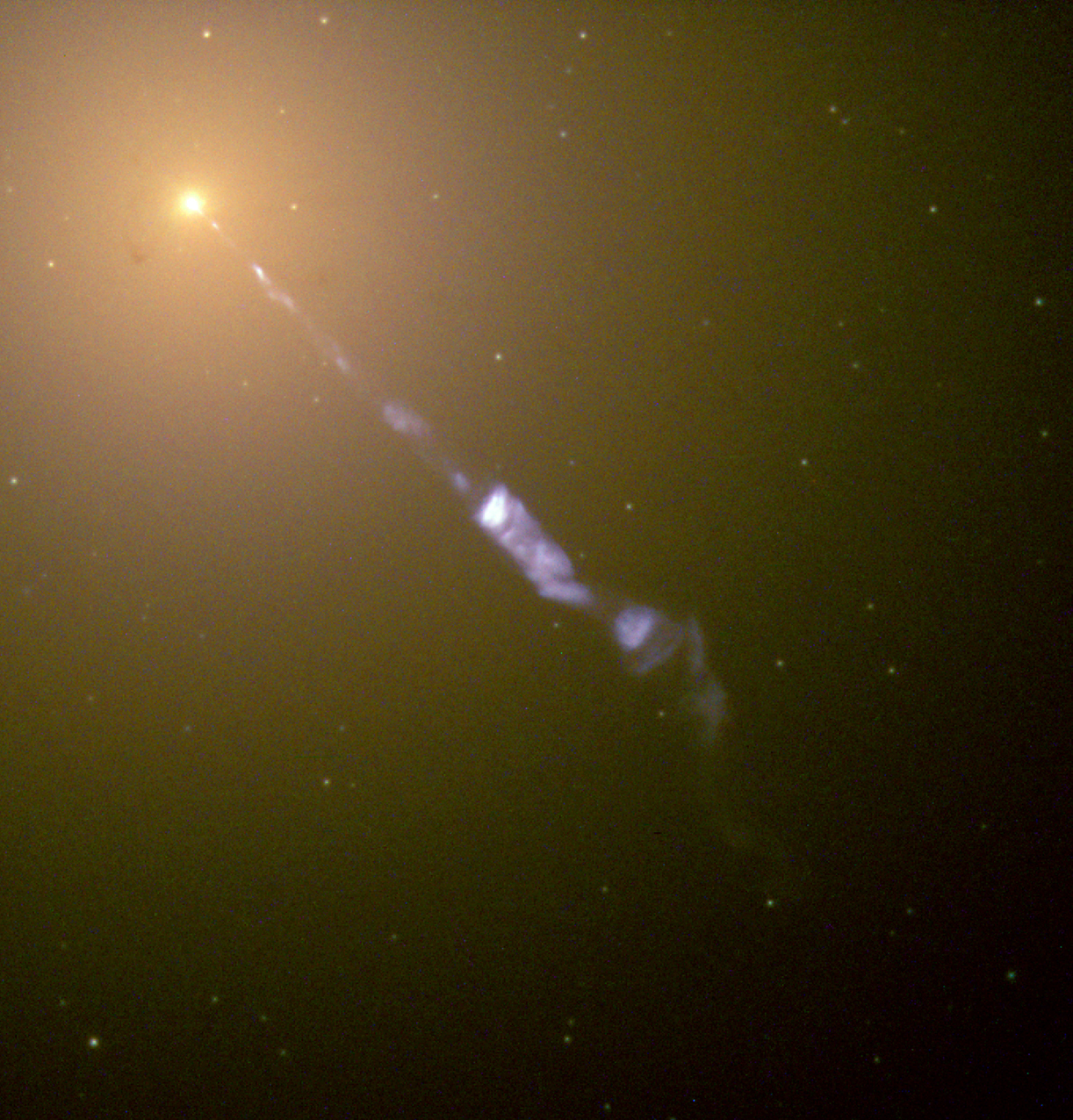
La Galaxia elíptica M87 emite señales electromagnéticas en todos los espectros conocidos.

Se cree que la emisión de rayos x procede de fuentes que contienen materia a elevadísimas temperaturas, en general en objetos cuyos átomos o electrones tienen una gran energía. El descubrimiento de la primera fuente de rayos x procedente del espacio en 1962 se convirtió en una sorpresa. Esa fuente denominada Scorpio X-1 está situada en la constelación de Escorpio en dirección al centro de la Vía Láctea. Por este descubrimiento Riccardo Giacconi obtuvo el Premio Nobel de Física en 2002.

##### Astronomía de rayos gamma

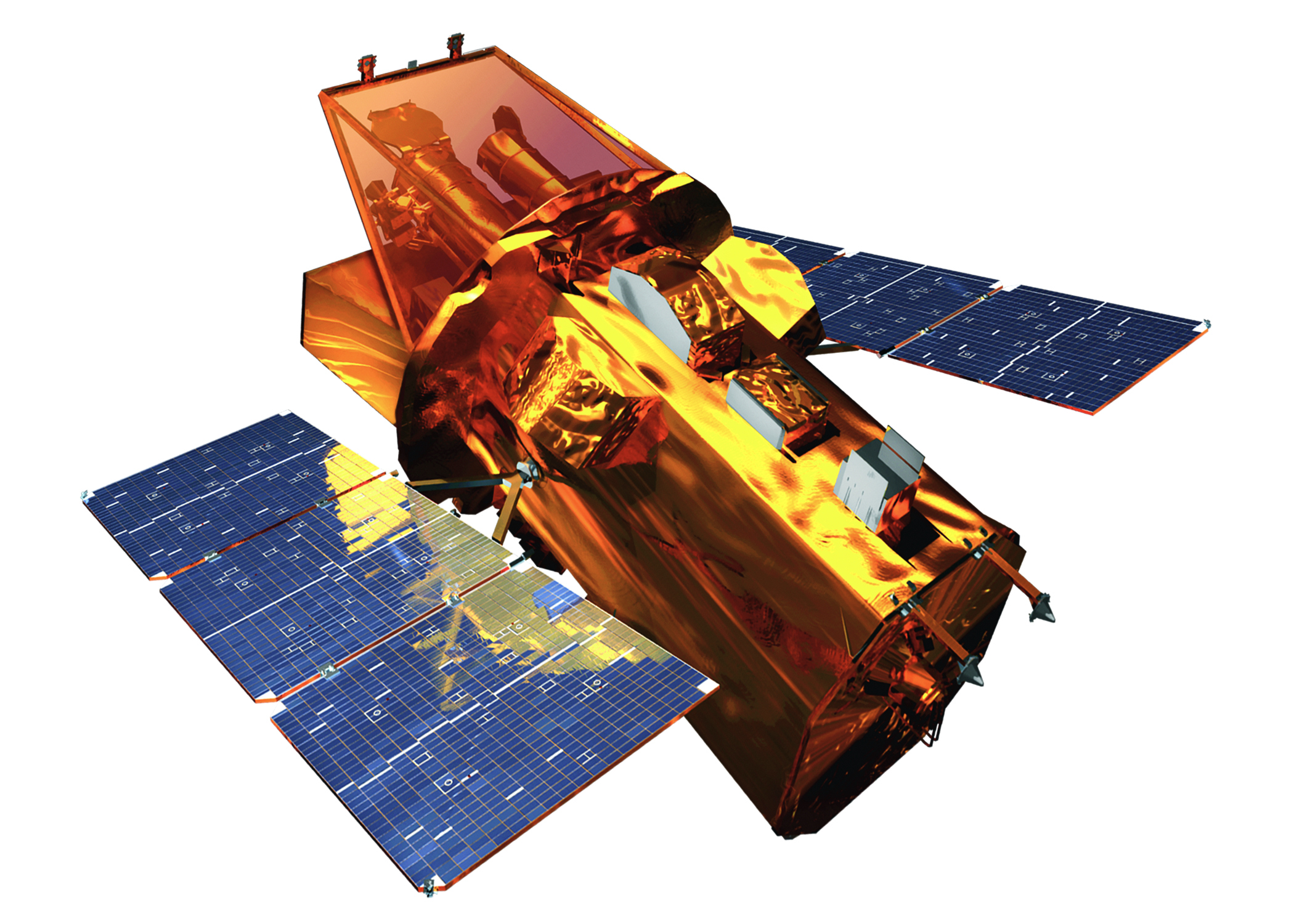
El observatorio espacial Swift está específicamente diseñado para percibir señales gamma del universo y sirve de herramienta para intentar clarificar los fenómenos observados.

Los rayos gamma son radiaciones emitidas por objetos celestes que se encuentran en un proceso energético extremadamente violento. Algunos astros despiden brotes de rayos gamma o también llamados BRGs. Se trata de los fenómenos físicos más luminosos del universo produciendo una gran cantidad de energía en haces breves de rayos que pueden durar desde unos segundos hasta unas pocas horas. La explicación de estos fenómenos es aún objeto de controversia.
Los fenómenos emisores de rayos gamma son frecuentemente explosiones de supernovas, su estudio también intenta clarificar el origen de la primera explosión del universo o big bang.
El Observatorio de Rayos Gamma Compton —ya inexistente— fue el segundo de los llamados grandes observatorios espaciales (detrás del telescopio espacial Hubble) y fue el primer observatorio a gran escala de estos fenómenos. Ha sido reemplazado recientemente por el satélite Fermi. El observatorio orbital INTEGRAL observa el cielo en el rango de los rayos gamma blandos o rayos X duros.
A energías por encima de unas decenas de GeV, los rayos gamma solo se pueden observar desde el suelo usando los llamados telescopios Cherenkov como MAGIC. A estas energías el universo también puede estudiarse usando partículas distintas a los fotones, tales como los rayos cósmicos o los neutrinos. Es el campo conocido como Física de Astropartículas.

## Astronomía teórica
Los astrónomos teóricos utilizan una gran variedad de herramientas como modelos matemáticos analíticos y simulaciones numéricas por ordenador. Cada uno tiene sus ventajas. Los modelos matemáticos analíticos de un proceso por lo general, son mejores porque llegan al corazón del problema y explican mejor lo que está sucediendo. Los métodos numéricos, pueden revelar la existencia de fenómenos y efectos que de otra manera no se verían.
Los teóricos de la astronomía ponen su esfuerzo en crear modelos teóricos e imaginar las consecuencias observacionales de estos modelos. Esto ayuda a los observadores a buscar datos que puedan refutar un modelo o permitan elegir entre varios modelos alternativos o incluso contradictorios.
Los teóricos, también intentan generar o modificar modelos para conseguir nuevos datos. En el caso de una inconsistencia, la tendencia general es tratar de hacer modificaciones mínimas al modelo para que se corresponda con los datos. En algunos casos, una gran cantidad de datos inconsistentes a través del tiempo puede llevar al abandono total de un modelo.
Los temas estudiados por astrónomos teóricos incluyen: dinámica estelar y evolución estelar; formación y evolución de las galaxias; origen de los rayos cósmicos; relatividad general y cosmología física, incluyendo teoría de cuerdas.

### Mecánica celeste
La mecánica celeste es la rama de la astronomía y la mecánica que estudia los movimientos de los cuerpos celestes en virtud de los efectos gravitatorios que ejercen sobre ellos otros cuerpos masivos. Se aplican los principios de la física conocidos como mecánica clásica (ley de gravitación universal de Isaac Newton). 

### Astrofísica
La astrofísica es el desarrollo y estudio de la física aplicada a la astronomía. Estudia las estrellas, los planetas, las galaxias, los agujeros negros y demás objetos astronómicos como cuerpos de la física, incluyendo su composición, estructura y evolución. La astrofísica emplea la física para explicar las propiedades y fenómenos de los cuerpos estelares a través de sus leyes, fórmulas y magnitudes.
El inicio de la astrofísica fue posiblemente en el siglo XIX cuando gracias a los espectros se pudo averiguar la composición física de las estrellas. Una vez que se comprendió que los cuerpos celestes están compuestos de los mismos que conforman la Tierra y que las mismas leyes de la física y de la química se aplican a ellos, nace la astrofísica como una aplicación de la física a los fenómenos observados por la astronomía. La astrofísica se basa, pues, en la asunción de que las leyes de la física y la química son universales, es decir, que son las mismas en todo el universo.
Debido a que la astrofísica es un campo muy amplio, los astrofísicos aplican normalmente muchas disciplinas de la física, incluyendo la física nuclear (véase Nucleosíntesis estelar), la física relativísta, la mecánica clásica, el electromagnetismo, la física estadística, la termodinámica, la mecánica cuántica, la física de partículas, la física atómica y molecular. Además, la astrofísica está íntimamente vinculada con la cosmología, que es el área que pretende describir el origen del universo.
Esta área, junto a la física de partículas, es una de las áreas más estudiadas y más apasionantes del mundo contemporáneo de la física. Desde que el telescopio espacial Hubble nos brindó detallada información de los más remotos confines del universo, los físicos pudieron tener una visión más objetiva de lo que hasta ese momento eran solo teorías.

### Estudio de los objetos celestes

#### El sistema solar desde la astronomía

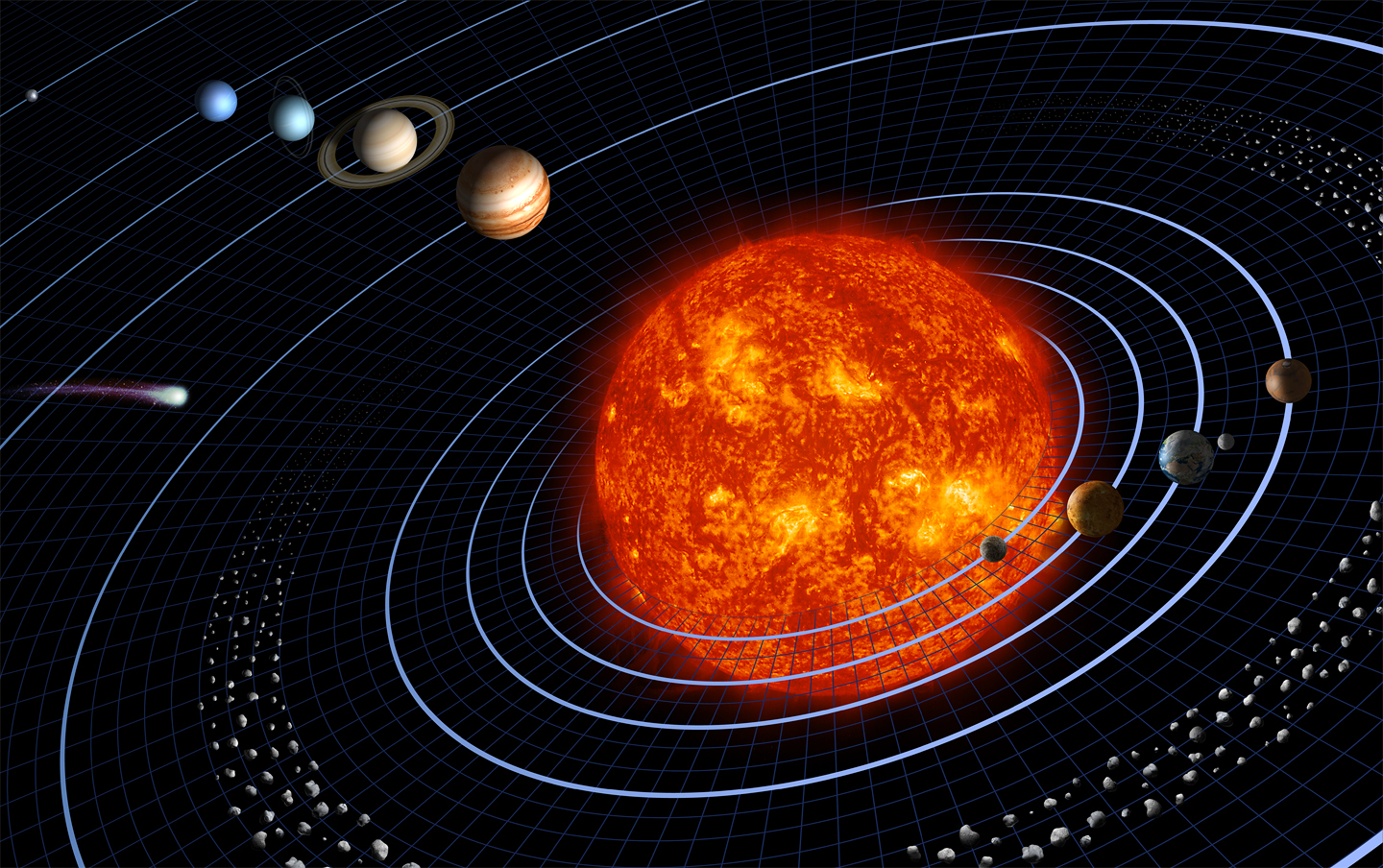
Posición figurada de los planetas y el Sol en el sistema solar, separados por planetas interiores y exteriores.

El estudio del universo o cosmos y más concretamente del sistema solar ha planteado una serie de interrogantes y cuestiones, por ejemplo cómo y cuándo se formó el sistema, por qué y cuándo desaparecerá el Sol, por qué hay diferencias físicas entre los planetas, etc.
Es difícil precisar el origen del sistema solar. Los científicos creen que puede situarse hace unos 4600 millones de años, cuando una inmensa nube de gas y polvo empezó a contraerse probablemente, debido a la explosión de una supernova cercana. Alcanzada una densidad mínima ya se autocontrajo a causa de la fuerza de la gravedad y comenzó a girar a gran velocidad, por conservación de su momento cinético, al igual que cuando una patinadora repliega los brazos sobre sí misma gira más rápido. La mayor parte de la materia se acumuló en el centro. La presión era tan elevada que los átomos comenzaron a fusionarse, liberando energía y formando una estrella. También había muchas colisiones. Millones de objetos se acercaban y se unían o chocaban con violencia y se partían en trozos. Algunos cuerpos pequeños (planetesimales) iban aumentando su masa mediante colisiones y al crecer, aumentaban su gravedad y recogían más materiales con el paso del tiempo (acreción). Los encuentros constructivos predominaron y, en solo 100 millones de años, adquirió un aspecto semejante al actual. Después cada cuerpo continuó su propia evolución.

##### Astronomía del Sol

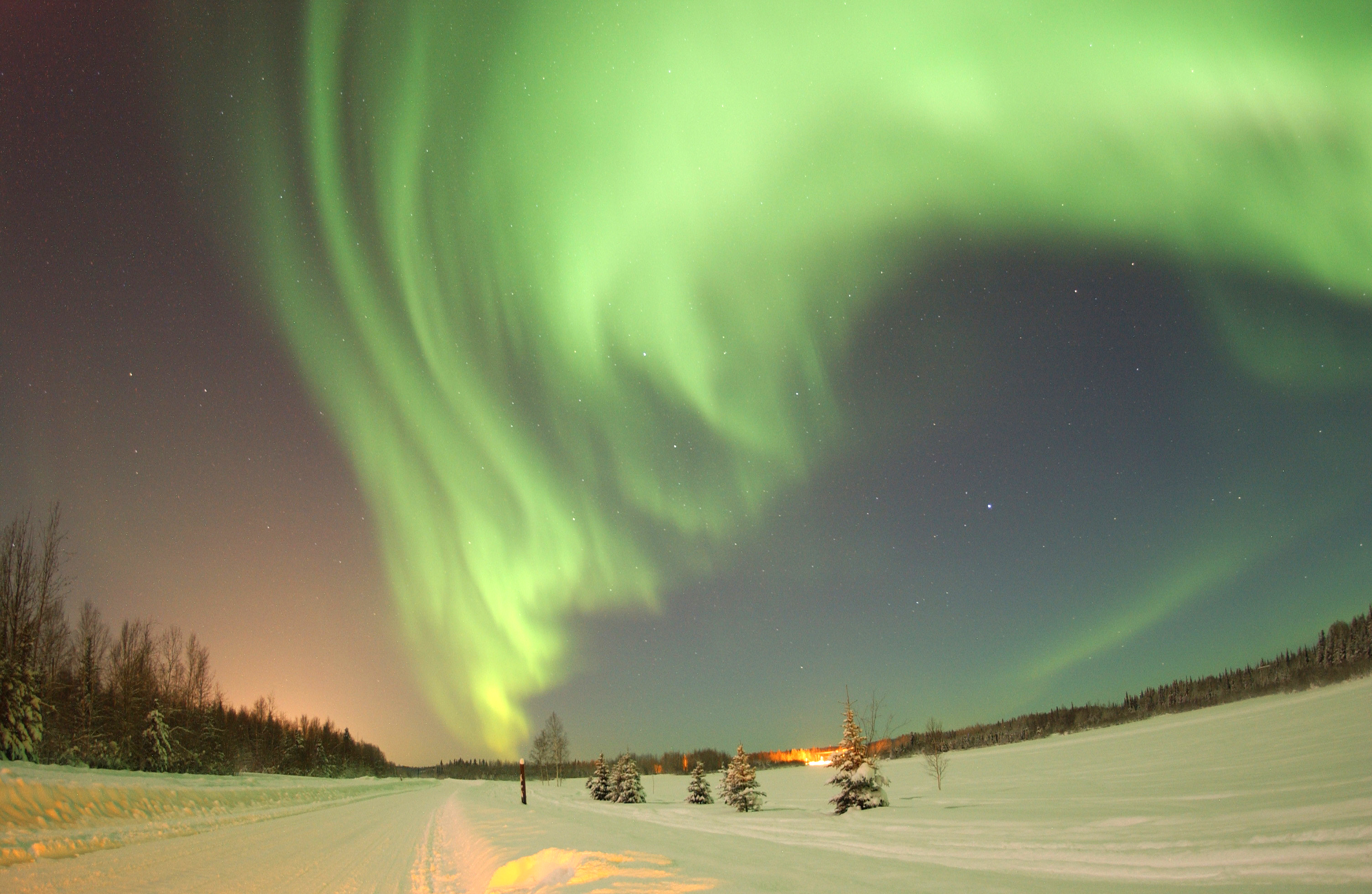
Uno de los fenómenos más desconcertantes e impactantes que se puede observar en la Tierra son las auroras boreales. Fueron misterio hasta hace poco, pero recientemente han sido explicadas gracias al estudio de la astronomía del Sol.

El Sol es la estrella que, por el efecto gravitacional de su masa, domina el sistema planetario que incluye a la Tierra. Es el elemento más importante en nuestro sistema y el objeto más grande, que contiene aproximadamente el 98 % de la masa total del sistema solar. Mediante la radiación de su energía electromagnética, aporta directa o indirectamente toda la energía que mantiene la vida en la Tierra. Saliendo del Sol, y esparciéndose por todo el sistema solar en forma de espiral tenemos al conocido como viento solar que es un flujo de partículas, fundamentalmente protones y neutrones. La interacción de estas partículas con los polos magnéticos de los planetas y con la atmósfera genera las auroras polares boreales o australes. Todas estas partículas y radiaciones son absorbidas por la atmósfera. La ausencia de auroras durante el mínimo de Maunder se achaca a la falta de actividad del Sol.
A causa de su proximidad a la Tierra y como es una estrella típica, el Sol es un recurso extraordinario para el estudio de los fenómenos estelares. No se ha estudiado ninguna otra estrella con tanto detalle. La estrella más cercana al Sol, Próxima Centauri, está a 4,2 años luz.
El Sol (todo el sistema solar) gira alrededor del centro de la Vía Láctea, nuestra galaxia. Da una vuelta cada 225 millones de años. Ahora se mueve hacia la constelación de Hércules a 19 km/s. Actualmente el Sol se estudia desde satélites, como el Observatorio Heliosférico y Solar (SOHO), dotados de instrumentos que permiten apreciar aspectos que, hasta ahora, no se habían podido estudiar. Además de la observación con telescopios convencionales, se utilizan: el coronógrafo, que analiza la corona solar, el telescopio ultravioleta extremo, capaz de detectar el campo magnético, y los radiotelescopios, que detectan diversos tipos de radiación que resultan imperceptibles para el ojo humano.
El Sol es una de las 200 000 millones a 400 000 millones de estrellas de nuestra galaxia. Es una enana amarilla corriente, que está a 8,5 minutos-luz de la Tierra y es de media edad. Con 1,4 millones de kilómetros de diámetro, contiene el 99,8 por ciento de la masa de nuestro sistema solar, la cual se consume a un ritmo de 600 millones de toneladas de hidrógeno por segundo, produciendo 596 millones de toneladas de helio. Convirtiendo así 4 millones de toneladas en energía según la ecuación E=mc². Además, el Sol es similar a una bomba de hidrógeno por la colosal fusión nuclear de hidrógeno que mantiene en su núcleo y la gran cantidad de energía que emite cada segundo. El equilibrio que mantiene su tamaño es la contraposición entre su gravedad y la expulsión continua de energía. También es una estrella de tercera generación. El protio, el isótopo de hidrógeno más abundante de la naturaleza, con su núcleo solamente compuesto por un protón, es además el combustible que alimenta las fusiones nucleares en el corazón de las estrellas gracias a cuya ingente energía emitida las estrellas brillan incluyendo a nuestro sol.
La parte visible del Sol está a 6000 °C y la corona, más alejada, a 2 000 000 °C. Estudiando al Sol en el ultravioleta se llegó a la conclusión de que el calentamiento de la corona se debe a la gran actividad magnética del Sol. Los límites del sistema solar vienen dados por el fin de su influencia o heliosfera, delimitada por un área denominada Frente de choque de terminación o Heliopausa.

##### Historia de la observación del Sol

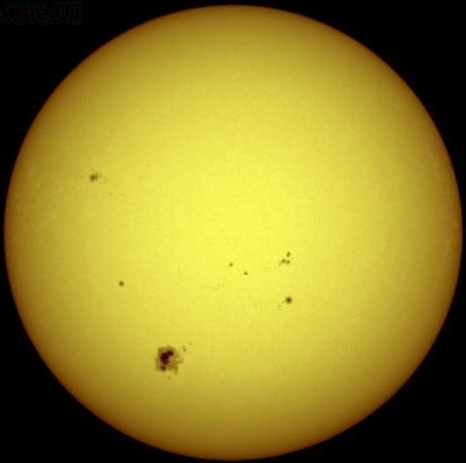
Imagen en la que pueden apreciarse las manchas solares.

El estudio del Sol se inicia con Galileo Galilei de quien se dice que se quedó ciego por observar los eclipses. Hace más de cien años se descubre la espectroscopia que permite descomponer la luz en sus longitudes de onda, gracias a esto se puede conocer la composición química, densidad, temperatura, situación los gases de su superficie, etc. En los años 50 ya se conocía la física básica del Sol, es decir, su composición gaseosa, la temperatura elevada de la corona, la importancia de los campos magnéticos en la actividad solar y su ciclo magnético de 22 años.
Las primeras mediciones de la radiación solar se hicieron desde globos hace un siglo y después fueron aviones y dirigibles para mejorar las mediciones con aparatos radioastronómicos. En 1914, C. Abbot envió un globo para medir la constante solar (cantidad de radiación proveniente del sol por centímetro cuadrado por segundo). En 1946 el cohete V-2 militar ascendió a 55 km con un espectrógrafo solar a bordo; este fotografió al Sol en longitudes de onda ultravioletas. En 1948 (diez años antes de la fundación de la NASA) ya se fotografió al Sol en rayos X. Algunos cohetes fotografiaron ráfagas solares en 1956 en un pico de actividad solar.
En 1960 se lanza la primera sonda solar denominada Solrad. Esta sonda monitoreó al sol en rayos x y ultravioletas, en una longitud de onda muy interesante que muestra las emisiones de hidrógeno; este rango de longitud de onda se conoce como línea Lyman α. Posteriormente se lanzaron ocho observatorios solares denominados OSO. El OSO 1 fue lanzado en 1962. Los OSO apuntaron constantemente hacia el Sol durante 17 años y con ellos se experimentaron nuevas técnicas de transmisión fotográfica a la Tierra.
El mayor observatorio solar ha sido el Skylab. Estuvo en órbita durante nueve meses en 1973 y principios de 1974. Observó al Sol en rayos g, X, ultravioleta y visible, y obtuvo la mayor cantidad de datos (y los mejor organizados) que hayamos logrado jamás para un objeto celeste.
En 1974 y 1976 las sondas Helios A y B se acercaron mucho al Sol para medir las condiciones del viento solar. No llevaron cámaras.
En 1980 se lanzó la sonda Solar Max, para estudiar al Sol en un pico de actividad. Tuvo una avería y los astronautas del Columbia realizaron una complicada reparación.

##### Manchas solares
George Ellery Hale descubrió en 1908 que las manchas solares (áreas más frías de la fotosfera) presentan campos magnéticos fuertes. Estas manchas solares se suelen dar en parejas, con las dos manchas con campos magnéticos que señalan sentidos opuestos. El ciclo de las manchas solares, en el que la cantidad de manchas solares varía de menos a más y vuelve a disminuir al cabo de unos 11 años, se conoce desde principios del siglo XVIII. Sin embargo, el complejo modelo magnético asociado con el ciclo solar solo se comprobó tras el descubrimiento del campo magnético del Sol.

##### El fin del Sol: ¿el fin de la vida humana?
En el núcleo del Sol hay hidrógeno suficiente para durar otros 4500 millones de años, es decir, se calcula que está en plenitud, en la mitad de su vida. Tal como se desprende de la observación de otros astros parecidos, cuando se gaste este hidrógeno combustible, el Sol cambiará: según se vayan expandiendo las capas exteriores hasta el tamaño actual de la órbita de la Tierra, el Sol se convertirá en una gigante roja, algo más fría que hoy, pero 10 000 veces más brillante a causa de su enorme tamaño. Sin embargo, la Tierra no se consumirá porque se moverá en espiral hacia afuera, como consecuencia de la pérdida de masa del Sol. El Sol seguirá siendo una gigante roja, con reacciones nucleares de combustión de helio en el centro, durante solo 500 millones de años. No tiene suficiente masa para atravesar sucesivos ciclos de combustión nuclear o un cataclismo en forma de explosión, como les ocurre a algunas estrellas. Después de la etapa de gigante roja, se encogerá hasta ser una enana blanca, aproximadamente del tamaño de la Tierra, y se enfriará poco a poco durante varios millones de años.

##### Astronomía de los planetas, satélites y otros objetos del sistema solar

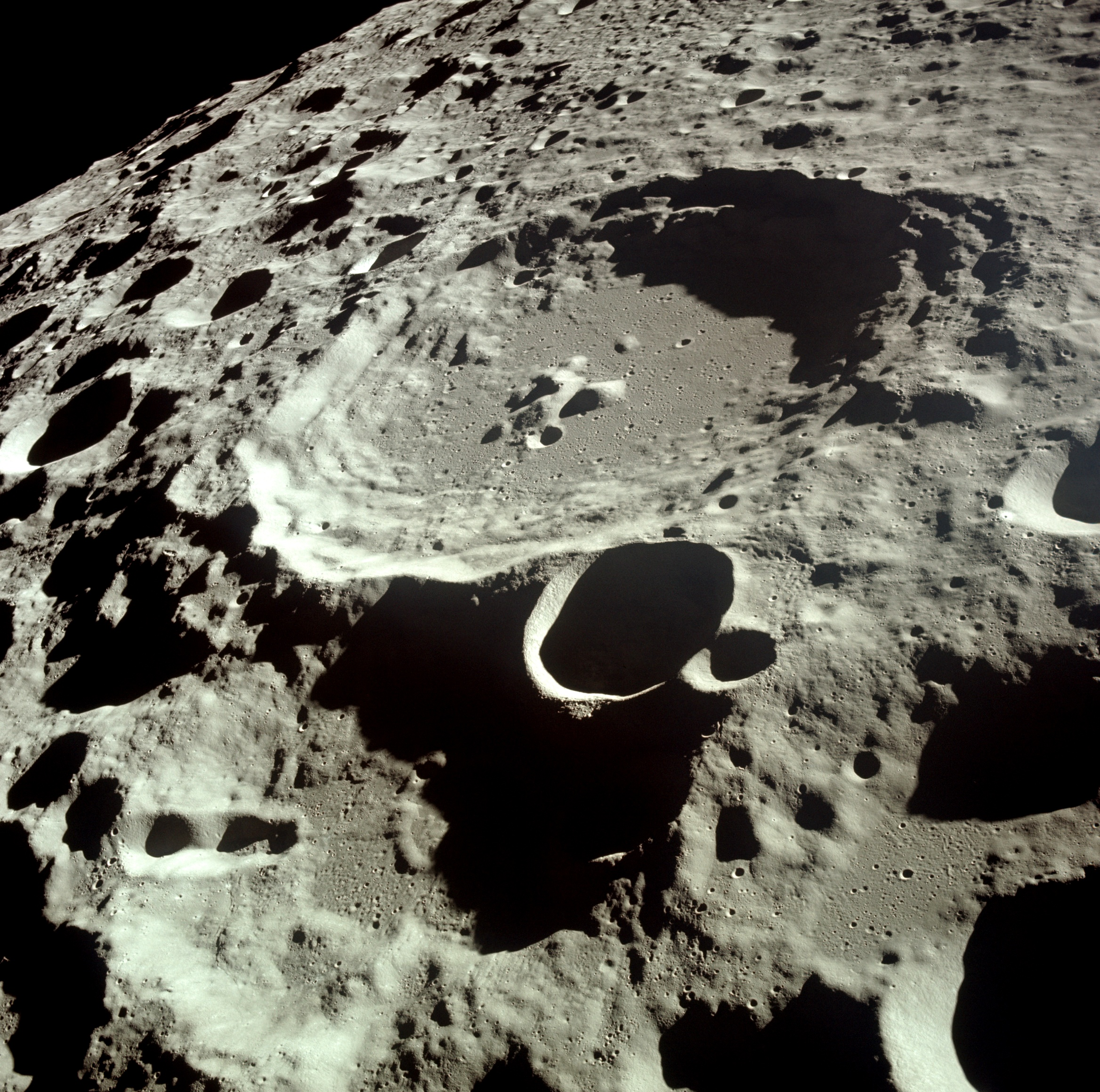
Astronomía lunar: el cráter mayor es el Dédalo, fotografiado por la tripulación del Apolo 11 mientras orbitaba la Luna en 1969. Ubicado cerca del centro de la cara oculta de la luna, tiene un diámetro de alrededor de 93 kilómetros.

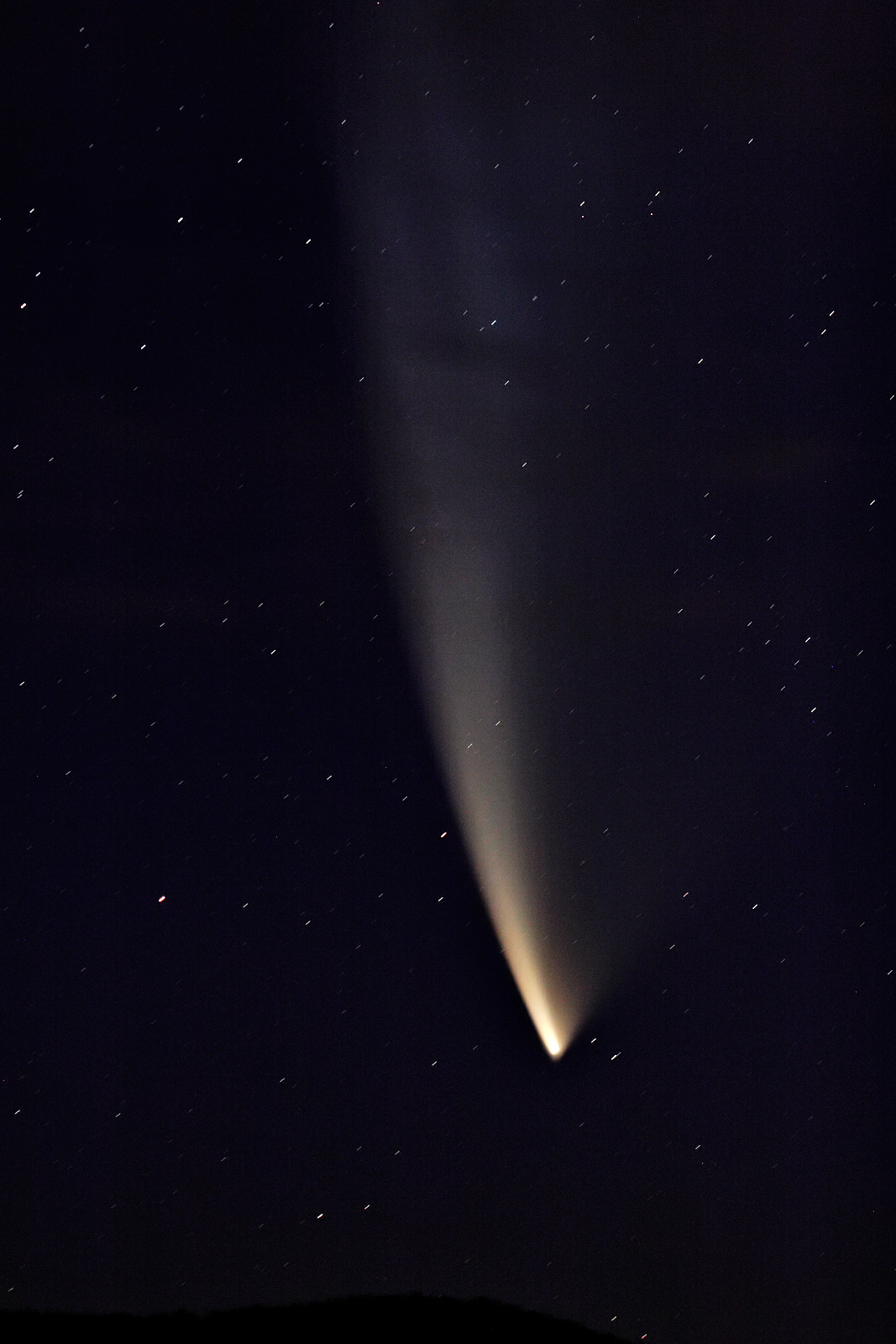
Vista que presentó el cometa McNaught a su paso próximo a la Tierra en enero de 2007.

Una de las cosas más fáciles de observar desde la Tierra y con un telescopio simple son los objetos de nuestro propio sistema solar y sus fenómenos, que están muy cerca en comparación de estrellas y galaxias. De ahí que el aficionado siempre tenga a estos objetos en sus preferencias de observación.
Los eclipses y los tránsitos astronómicos han ayudado a medir las dimensiones del sistema solar.
Dependiendo de la distancia de un planeta al Sol, tomando la Tierra como observatorio de base, los planetas se dividen en dos grandes grupos: planetas interiores y planetas exteriores. Entre estos planetas encontramos que cada uno presenta condiciones singulares: la curiosa geología de Mercurio, los movimientos retrógrados de algunos como Venus, la vida en la Tierra, la curiosa red de antiguos ríos de Marte, el gran tamaño y los vientos de la atmósfera de Júpiter, los anillos de Saturno, el eje de rotación inclinado de Urano o la extraña atmósfera de Neptuno, etc. Algunos de estos planetas cuentan con satélites que también tienen singularidades; de entre estos, el más estudiado ha sido la Luna, el único satélite de la Tierra, dada su cercanía y simplicidad de observación, conformándose una historia de la observación lunar. En la Luna hallamos claramente el llamado bombardeo intenso tardío, que fue común a casi todos los planetas y satélites, creando en algunos de ellos abruptas superficies salpicadas de impactos.
Los llamados planetas terrestres presentan similitudes con la Tierra, aumentando su habitabilidad planetaria, es decir, su potencial posibilidad habitable para los seres vivos. Así se delimita la ecósfera, un área del sistema solar que es propicia para la vida.
Más lejos de Neptuno encontramos otros planetoides como por ejemplo el hasta hace poco considerado planeta Plutón, la morfología y naturaleza de este planeta menor llevó a los astrónomos a cambiarlo de categoría en la llamada redefinición de planeta de 2006 aunque posea un satélite compañero, Caronte. Estos planetas enanos, por su tamaño no pueden ser considerados planetas como tales, pero presentan similitudes con estos, siendo más grandes que los asteroides. Algunos son: Eris, Sedna o 1998 WW31, este último singularmente binario y de los denominados cubewanos. A todo este compendio de planetoides se les denomina coloquialmente objetos o planetas transneptunianos. También existen hipótesis sobre un planeta X que vendría a explicar algunas incógnitas, como la ley de Titius-Bode o la concentración de objetos celestes en el acantilado de Kuiper.
Entre los planetas Marte y Júpiter encontramos una concentración inusual de asteroides conformando una órbita alrededor del sol denominada cinturón de asteroides.
En órbitas dispares y heteromorfas se encuentran los cometas, que subliman su materia al contacto con el viento solar, formando colas de apariencia luminosa; se estudiaron en sus efímeros pasos por las cercanías de la Tierra los cometas McNaught o el Halley. Mención especial tienen los cometas Shoemaker-Levy 9 que terminó estrellándose contra Júpiter o el 109P/Swift-Tuttle, cuyos restos provocan las lluvias de estrellas conocidas como Perseidas o lágrimas de San Lorenzo. Estos cuerpos celestes se concentran en lugares como el cinturón de Kuiper, el denominado disco disperso o la nube de Oort y se les llama en general cuerpos menores del sistema solar.
En el sistema solar también existe una amplísima red de partículas, meteoroides de diverso tamaño y naturaleza, y polvo que en mayor o menor medida se hallan sometidos al influjo del efecto Poynting-Robertson que los hace derivar irremediablemente hacia el Sol.

#### Astronomía de los fenómenos gravitatorios
El campo gravitatorio del Sol es el responsable de que los planetas giren en torno a este. El influjo de los campos gravitatorios de las estrellas dentro de una galaxia se denomina marea galáctica.
Tal como demostró Einstein  en su obra Relatividad general, la gravedad deforma la geometría del espacio-tiempo, es decir, la masa gravitacional de los cuerpos celestes deforma el espacio, que se curva. Este efecto provoca distorsiones en las observaciones del cielo por efecto de los campos gravitatorios, haciendo que se observen juntas galaxias que están muy lejos unas de otras. Esto se debe a que existe materia que no podemos ver que altera la gravedad. A estas masas se las denominó materia oscura.
Encontrar materia oscura no es fácil, ya que no brilla ni refleja la luz, así que los astrónomos se apoyan en la gravedad, que puede curvar la luz de estrellas distantes cuando hay suficiente masa presente, muy parecido a cómo una lente distorsiona una imagen tras ella, de ahí el término lente gravitacional o anillo de Einstein. Gracias a las leyes de la física, conocer cuánta luz se curva dice a los astrónomos cuánta masa hay. Cartografiando las huellas de la gravedad, se pueden crear imágenes de cómo está distribuida la materia oscura en un determinado lugar del espacio. A veces se presentan anomalías gravitatorias que impiden realizar estos estudios con exactitud, como las ondas gravitacionales provocadas por objetos masivos muy acelerados.
Los agujeros negros son singularidades de alta concentración de masa que curva el espacio, cuando estas acumulaciones masivas son producidas por estrellas le les denomina agujero negro estelar; esta curva espacial es tan pronunciada que todo lo que se acerca a su perímetro es absorbido por este, incluso la luz (de ahí el nombre). El agujero negro Q0906+6930 es uno de los más masivos de los observados. Varios modelos teóricos, como por ejemplo el agujero negro de Schwarzschild, aportan soluciones a los planteamientos de Einstein.

#### Astronomía cercana y lejana

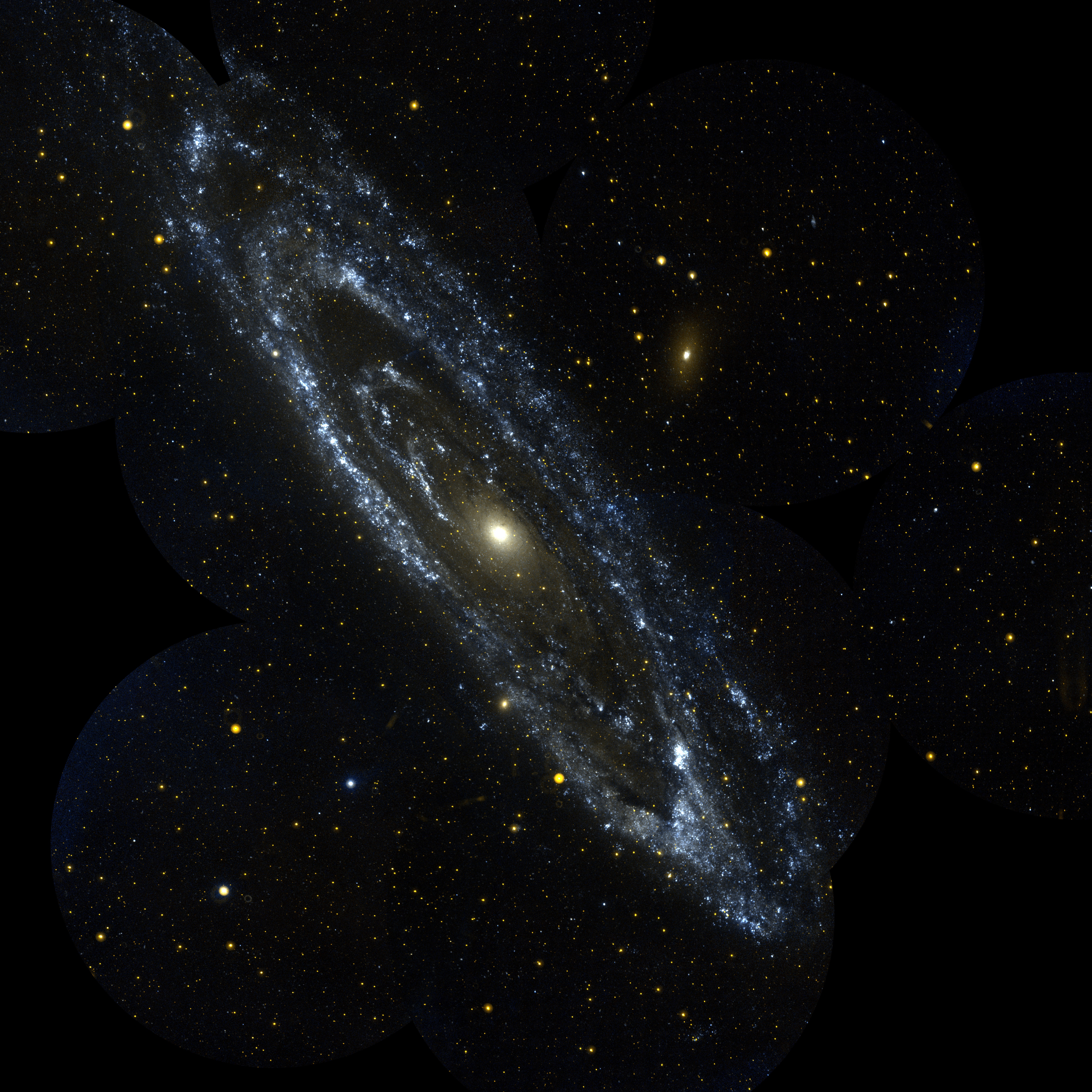
Un caso particular lo hallamos en Andrómeda que dado su grandísimo tamaño y luminiscencia es posible apreciarla luminosa a simple vista. Llega a nosotros con una asombrosa nitidez a pesar de la enorme distancia que nos separa de ella: dos millones y medio de años luz; es decir, si sucede cualquier cosa en dicha galaxia, tardaremos dos millones y medio de años en percibirlo, o dicho de otro modo, lo que vemos ahora de ella es lo que sucedió hace dos millones quinientos mil años.

La astronomía cercana abarca la exploración de nuestra galaxia, por tanto comprende también la exploración del Sistema Solar. No obstante, el estudio de las estrellas determina si estas pertenecen o no a nuestra galaxia. El estudio de su clasificación estelar determinará, entre otras variables, si el objeto celeste estudiado es «cercano» o «lejano».
Tal como hemos visto hasta ahora, en el Sistema Solar encontramos diversos objetos (v. El Sistema Solar desde la astronomía) y nuestro sistema solar forma parte de una galaxia que es la Vía Láctea. Nuestra galaxia se compone de miles de millones de objetos celestes que giran en espiral desde un centro muy denso donde se mezclan varios tipos de estrellas, otros sistemas solares, nubes interestelares o nebulosas, etc. y encontramos objetos como IK Pegasi, Tau Ceti o Gliese 581 que son soles cada uno con determinadas propiedades diferentes.
La estrella más cercana a nuestro sistema solar es Próxima Centauri que se encuentra a 4,2 años luz. Esto significa que la luz procedente de dicha estrella tarda 4,2 años en llegar a ser percibida en La Tierra desde que es emitida.
Estos soles o estrellas forman parte de numerosas constelaciones que son formadas por estrellas fijas aunque la diferencia de sus velocidades de deriva dentro de nuestra galaxia les haga variar sus posiciones levemente a lo largo del tiempo, por ejemplo la Estrella Polar. Estas estrellas fijas pueden ser o no de nuestra galaxia.
La astronomía lejana comprende el estudio de los objetos visibles fuera de nuestra galaxia, donde encontramos otras galaxias que contienen, como la nuestra, miles de millones de estrellas a su vez. Las galaxias pueden no ser visibles dependiendo de si su centro de gravedad absorbe la materia (v. agujero negro), son demasiado pequeñas o simplemente son galaxias oscuras cuya materia no tiene luminosidad. Las galaxias a su vez derivan alejándose unas de otras cada vez más, lo que apoya la hipótesis de que nuestro universo actualmente se expande.
Las galaxias más cercanas a la nuestra (aproximadamente 30) son denominadas el grupo local. Entre estas galaxias se encuentran algunas muy grandes como Andrómeda, nuestra Vía Láctea y la galaxia del Triángulo.
Cada galaxia tiene propiedades diferentes, predomino de diferentes elementos químicos y formas (espirales, elípticas, irregulares, anulares, lenticulares, en forma de remolino, o incluso con forma espiral barrada entre otras más sofisticadas como cigarros, girasoles, sombreros, etc.).

#### Cosmología
La cosmología en rasgos generales estudia la historia del universo desde su nacimiento. Hay numerosos campos de estudio de esta rama de la astronomía. Varias investigaciones conforman la cosmología actual, con sus postulados, hipótesis e incógnitas.
La cosmología física comprende el estudio del origen, la evolución y el destino del universo utilizando los modelos terrenos de la física. La cosmología física se desarrolló como ciencia durante la primera mitad del siglo XX como consecuencia de diversos acontecimientos y descubrimientos encadenados durante dicho período.
- Principio cosmológico
- Constante cosmológica

##### Formación y evolución de las estrellas
- Corrimiento al rojo
- Fuerzas fundamentales

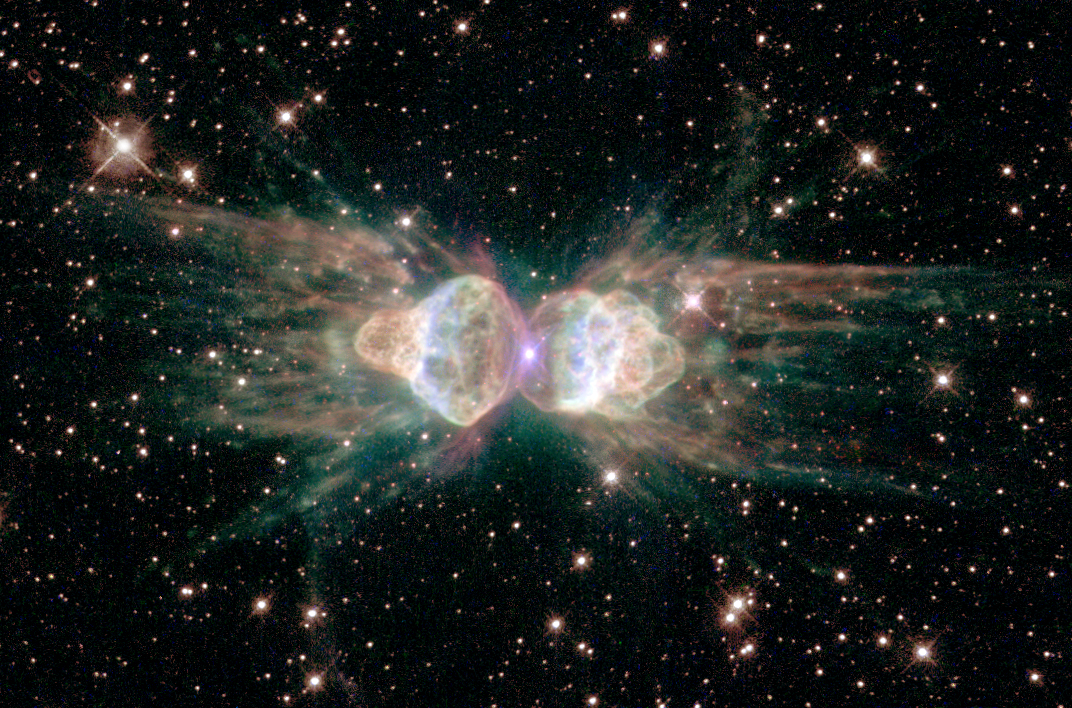
Astronomía estelar, Evolución estelar: La nebulosa de hormiga (Mz3). La expulsión de gas de una estrella moribunda en el centro muestra patrones simétricos diferentes de los patrones caóticos esperados de una explosión ordinaria.

- Aceleración de la expansión del universo
- Inestabilidad de Jeans
- Interacción nuclear fuerte

### Astronáutica
- Asistencia gravitatoria

#### Expediciones espaciales
- Pioneer 10 y Anomalía de las Pioneer

## Hipótesis destacadas
- Aceleración de la expansión del universo
- Hipótesis Némesis
- Colonización de Mercurio
- Teoría del Big Bang y la Nucleosíntesis primordial
- Teoría del Estado Estacionario
- Expansión cósmica en escala
- Ambiplasma
- Inflación cósmica
- Forma del universo
- Destino último del universo

## Apéndices

### Apéndice I - Astrónomos relevantes en la Historia
A lo largo de la historia de toda la humanidad ha habido diferentes puntos de vista con respecto a la forma, conformación, comportamiento y movimiento de la Tierra, hasta llegar al punto en el que vivimos hoy en día. Actualmente hay una serie de teorías que han sido comprobadas científicamente y por lo tanto fueron aceptadas por los científicos de todo el mundo. Pero para llegar hasta este punto, tuvo que pasar mucho tiempo, durante el cual coexistieron varias teorías diferentes, unas más aceptadas que otras. A continuación se mencionan algunas de las aportaciones más sobresalientes realizadas a la Astronomía.
|  | Tales de Mileto         | ca. siglo VII a. C. | Teorizó que la Tierra era una esfera cubierta por una superficie redonda que giraba alrededor de esta (así explicaba la noche) y que tenía algunos agujeros por los cuales se observaba, aún en la oscuridad nocturna, un poco de la luz exterior a la tierra; la que él llamo «fuego eterno». |
|  | Discípulos de Pitágoras | ca. siglo V a. C.   | • Sostuvieron que el planeta era esférico y que se movía en el espacio. • Tenían evidencia de nueve movimientos circulares; los de las estrellas fijas, los de los 5 planetas, los de la Tierra, la Luna y el Sol. |
|  | Platón                  | 427-347 a. C.       | • Dedujo que la Tierra era redonda basándose en la sombra de esta sobre la Luna durante un eclipse lunar. • Concibió a la Tierra inmóvil y como centro del universo. |
|  | Aristóteles             | 384-322 a. C.       | • Sostenía que la Tierra era inmóvil y, además era el centro del universo. |
|  | Aristarco de Samos      | 310-230 a. C.       | • Sostenía que la Tierra giraba, que se movía y no era el centro del universo, proponiendo así el primer modelo heliocéntrico. Además determinó la distancia Tierra-Luna y la distancia Tierra-Sol. |
|  | Eratóstenes             | 276-194 a. C.       | • Su contribución fue el cálculo de la circunferencia terrestre. |
|  | Hiparco de Nicea        | 150 a. C.           | • Observó y calculó que la Tierra era esférica y estaba fija. • El Sol, la Luna y los planetas giraban alrededor de su propio punto. |
|  | Posidonio de Apamea     | 135-31 a. C.        | • Observó que las mareas se relacionaban con las fases de la Luna. |
|  | Claudio Ptolomeo        | Año 140             | • Elaboró una enciclopedia astronómica llamada Almagesto. |
|  | Nicolás Copérnico       | 1473-1543           | • Consideró al sol en el centro de todas las órbitas planetarias. |
|  | Galileo Galilei         | 1564-1642           | • Con su telescopio observó que Júpiter tenía cuatro lunas que lo circundaban. • Observó las fases de Venus y montañas en la Luna. • Apoyó la teoría de Copérnico. |
|  | Johannes Kepler         | 1571-1630           | • Demostró que los planetas no siguen una órbita circular, sino elíptica respecto del Sol en un foco del elipse derivando de esto en su primera ley. • La segunda ley de Kepler en la cual afirma que los planetas se mueven más rápidamente cuando se acercan al Sol que cuando están en los extremos de las órbitas. • En la tercera ley de Kepler establece que los cuadrados de los tiempos que tardan los planetas en recorrer su órbita son proporcionales al cubo de su distancia media al Sol. |
|  | Isaac Newton            | 1642-1727           | • Estableció la ley de la Gravitación Universal: «Las fuerzas que mantienen a los planetas en sus órbitas deben ser recíprocas a los cuadrados de sus distancias a los centros respecto a los cuales gira». • Estableció el estudio de la gravedad de los cuerpos. • Probó que el Sol con su séquito de planetas viaja hacia la constelación del Cisne. |
|  | Albert Einstein         | 1879-1955           | • Desarrolló su Teoría de la Relatividad. |

La tabla se puede ampliar con, entre otros:
- Henrietta Swan Leavitt
- Hipatia
- Gerard Kuiper
- Edwin Hubble
- Milton Humason
- Harlow Shapley
- Alexander Friedmann
- Vesto Slipher
- Georges Édouard Lemaître
- Herman Bondi, Thomas Gold y Fred Hoyle
- George Gamow
- Vera Rubin

### Apéndice II - Ramas de la astronomía

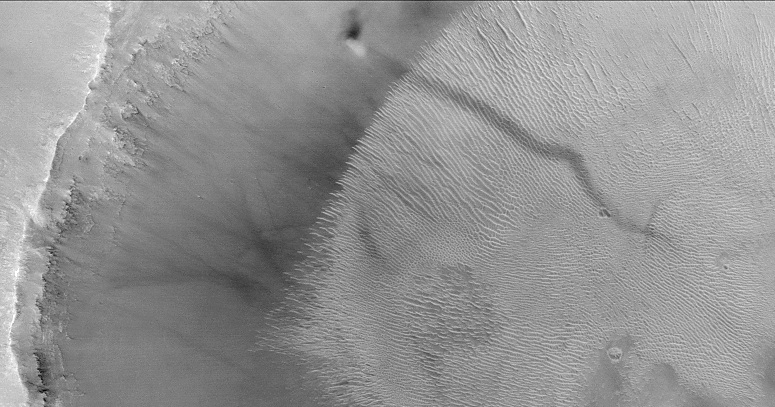
Astronomía planetaria o Ciencias planetarias: un fenómeno similar a un tornado en Marte. Fotografiado por el Mars Global Surveyor, la línea larga y oscura está formada por un vórtice de la atmósfera marciana. El fenómeno toca la superficie (mancha negra) y asciende por la orilla del cráter. Las vetas a la derecha son dunas de arena del fondo del cráter.

Debido a la amplitud de su objeto de estudio la Astronomía se divide en cuatro grandes ramas, que no están completamente separadas entre sí:
- Astronomía de posición. Tiene por objeto situar en la esfera celeste la posición de los astros midiendo determinados ángulos respecto a unos planos fundamentales, utilizando para ello diferentes sistemas de coordenadas astronómicas. Es la rama más antigua de esta ciencia. Describe el movimiento de los astros, planetas, satélites y fenómenos como los eclipses y tránsitos de los planetas por el disco del Sol. También estudia el movimiento diurno y el movimiento anual del Sol y las estrellas. Incluye la descripción de cada uno de los planetas, asteroides y satélites del Sistema Solar. Son tareas fundamentales de la misma la determinación de la hora y la determinación para la navegación de las coordenadas geográficas.
- Mecánica celeste. Tiene por objeto interpretar los movimientos de la astronomía de posición, en el ámbito de la parte de la física conocida como mecánica, generalmente la newtoniana (Ley de la Gravitación Universal de Isaac Newton). Estudia el movimiento de los planetas alrededor del Sol, de sus satélites, el cálculo de las órbitas de cometas y asteroides. El estudio del movimiento de la Luna alrededor de la Tierra fue por su complejidad muy importante para el desarrollo de la ciencia. El movimiento extraño de Urano, causado por las perturbaciones de un planeta hasta entonces desconocido, permitió a Le Verrier y Adams descubrir sobre el papel al planeta Neptuno. El descubrimiento de una pequeña desviación en el avance del perihelio de Mercurio se atribuyó inicialmente a un planeta cercano al Sol hasta que Einstein la explicó con su Teoría de la Relatividad.
- Astrofísica. Es una parte moderna de la astronomía que estudia los astros como cuerpos de la física estudiando su composición, estructura y evolución. Solo fue posible su inicio en el siglo XIX cuando gracias a los espectros se pudo averiguar la composición física de las estrellas. Las ramas de la física implicadas en el estudio son la física nuclear (generación de la energía en el interior de las estrellas) y la física de la relatividad. A densidades elevadas el plasma se transforma en materia degenerada; esto lleva a algunas de sus partículas a adquirir altas velocidades que deberán estar limitadas por la velocidad de la luz, lo cual afectará a sus condiciones de degeneración. Asimismo, en las cercanías de los objetos muy masivos, estrellas de neutrones o agujeros negros, la materia que cae se acelera a velocidades relativistas emitiendo radiación intensa y formando potentes chorros de materia.
- Cosmología. Es la rama de la astronomía que estudia los orígenes, estructura, evolución y nacimiento del universo en su conjunto.

### Apéndice III - Campos de estudio de la astronomía

#### Campos de estudio principales

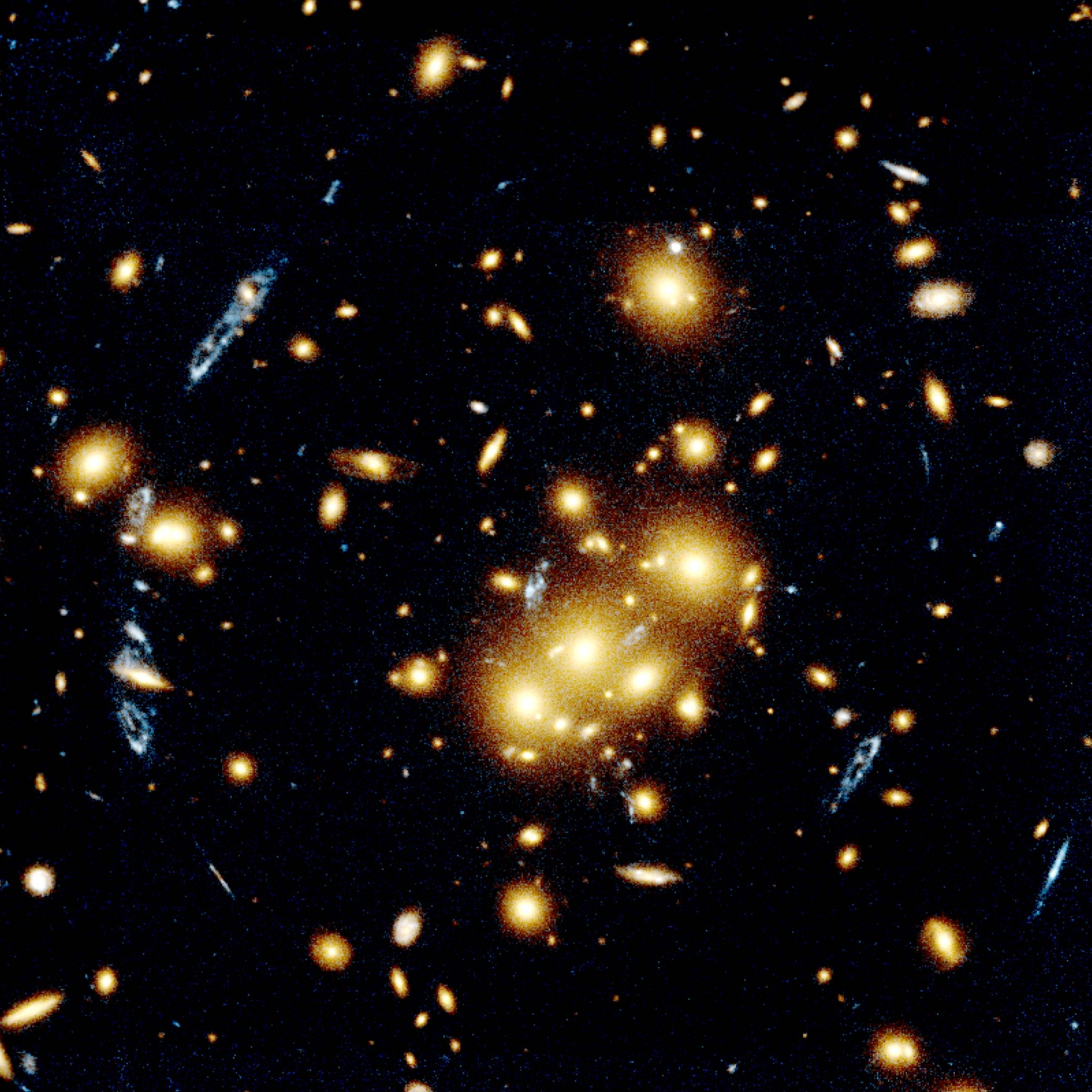
Astronomía extragaláctica: lente gravitacional. Esta imagen muestra varios objetos azules con forma de anillo, los cuales son imágenes múltiples de la misma galaxia, duplicados por el efecto de lente gravitacional del grupo de galaxias amarillas en el centro de la fotografía. La lente es producida por el campo gravitacional del grupo que curva la luz aumentando y distorsionando la imagen de objetos más distantes.

- Astrometría. Estudio de la posición de los objetos en el cielo y su cambio de posición. Define el sistema de coordenadas utilizado y la cinemática de los objetos en nuestra galaxia.
- Astrofísica. Estudio de la física del universo, incluyendo las propiedades de objetos astronómicos (luminosidad, densidad, temperatura, composición química).
- Cosmología. Estudio del origen del universo y su evolución. El estudio de la cosmología es la máxima expresión de la astrofísica teórica.
- Formación y evolución de las galaxias. Estudio de la formación de galaxias y su evolución.
- Astronomía galáctica. Estudio de la estructura y componentes de nuestra galaxia y de otras.
- Astronomía extragaláctica. Estudio de objetos fuera de la Vía Láctea.
- Astronomía estelar. Estudio de las estrellas, su nacimiento, evolución y muerte.
- Evolución estelar. Estudio de la evolución de las estrellas desde su formación hasta su muerte como un despojo estelar.
- Formación estelar. Estudio de las condiciones y procesos que llevan a la formación de estrellas en el interior de nubes de gas.
- Ciencias planetarias. Estudio de los planetas del Sistema Solar y de los planetas extrasolares.
- Astrobiología. Estudio de la aparición y evolución de sistemas biológicos en el universo.

#### Otros campos de estudio
- Arqueoastronomía
- Astroquímica
- Astrodinámica
- Astronáutica

#### Campos de la astronomía por la parte del espectro utilizado
Atendiendo a la longitud de onda de la radiación electromagnética con la que se observa el cuerpo celeste la astronomía se divide en:
- Astronomía óptica, cuando la observación utiliza exclusivamente la luz en las longitudes de onda que pueden ser detectadas por el ojo humano, o muy cerca de ellas (alrededor de 400-800 nm). Es la rama más antigua.
- Radioastronomía. Para la observación utiliza radiación con longitudes de onda de mm a cm, similar a la usada en radiodifusión. La astronomía óptica y de radio puede realizarse usando observatorios terrestres porque la atmósfera es transparente en esas longitudes de onda.
- Astronomía infrarroja. Utiliza detectores de luz infrarroja (longitudes de onda más largas que la correspondiente al rojo). La luz infrarroja es fácilmente absorbida por el vapor de agua, así que los observatorios de infrarrojos deben establecerse en lugares altos y secos.
- Astronomía de alta energía. Incluye la astronomía de rayos X, astronomía de rayos gamma y astronomía ultravioleta, así como el estudio de los neutrinos y los rayos cósmicos. Las observaciones se pueden hacer únicamente desde globos aerostáticos u observatorios espaciales.

### Apéndice IV - Organizaciones de exploración espacial más relevantes
- NASA
- ESA
- Sociedad Planetaria
- SpaceX